# Vang (windmolen)

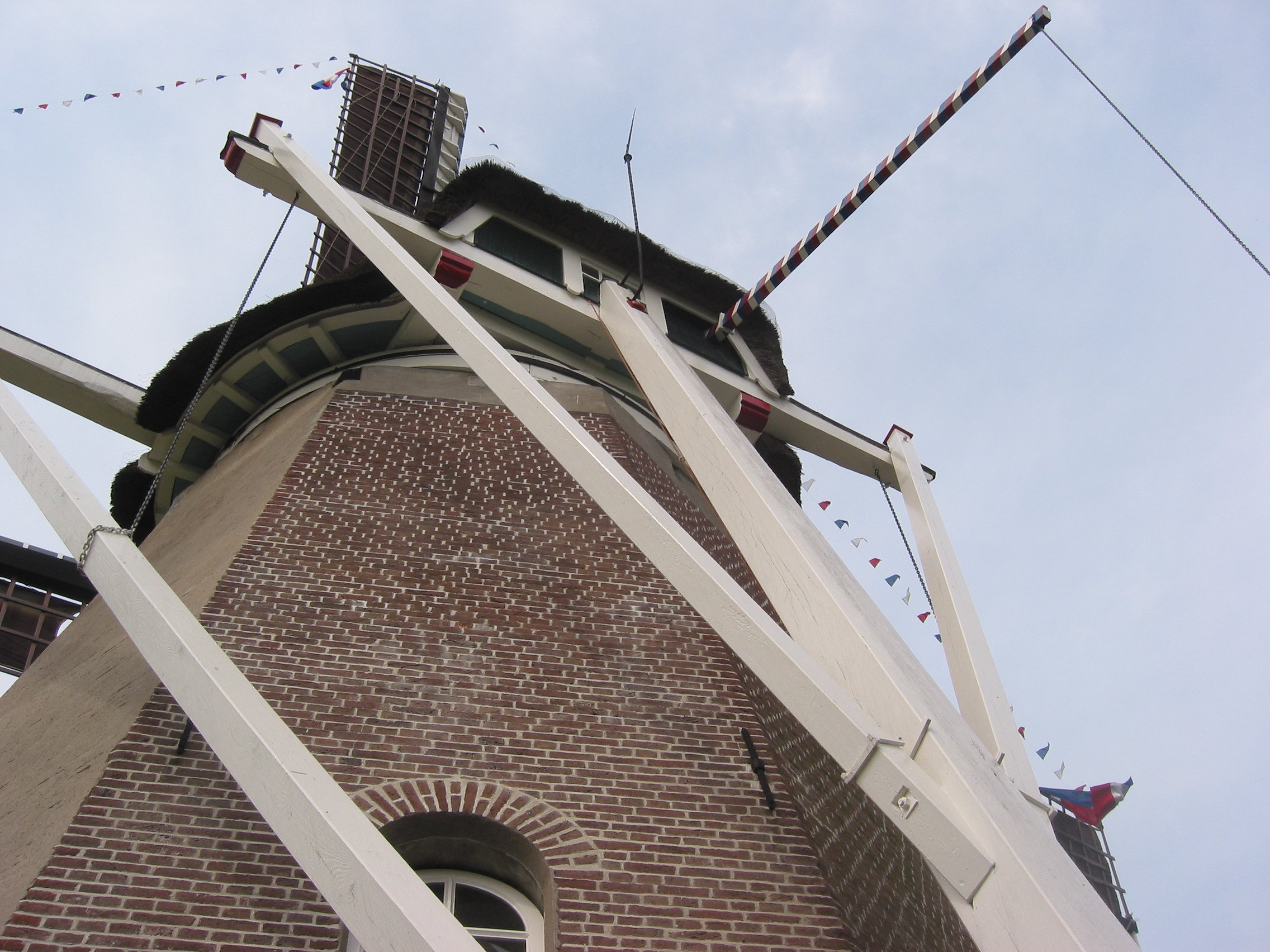
Vangtouw met gestreepte vangstok van de Keetmolen

De vang, praam, prang of frein is een remconstructie in een windmolen die om het aswiel of bovenwiel grijpt om het wiekenkruis stil te zetten; vergelijkbaar met een trommelrem. Ook tijdens stilstand moet de vang ervoor zorgen dat de molen zelfs bij zware storm niet uit zichzelf gaat draaien. De vang van een bovenkruier wordt over het algemeen bediend door middel van een vangtouw, dat is bevestigd aan een vangstok, ook wel wipstok genoemd. De vangstok werkt als hefboom; een vergrendeling zorgt ervoor dat de vangstok eerst omlaag moet worden getrokken voordat deze in de rustpositie terugkomt en het wiekenkruis wordt geremd. Het vangtouw wordt vastgezet op een kikker of horizontale klamp, die op de staart van de molen vastzit. Bij een draaiende molen kan het vangtouw strak vastgezet worden om te voorkomen dat de molen abrupt tot stilstand komt als de vangbalk van de haak, klamp of duim valt. Bij een stilstaande molen moet het vangtouw juist niet strak vastgezet worden, opdat de vang dan niet kan aanrijgen als de molen uit zichzelf wil gaan draaien. De vangbalk zit vooraan met een scharnierpunt vast in de voorste hanger, ook wel ezel genoemd. 
Er zijn verschillende typen vangen, te weten:
- Blokvang
  - Vlaamse vang
  - Hollandse vang of stutvang
  - Lipvang
- Band- of hoepelvang
  - Houten bandvang
  - Stalen bandvang

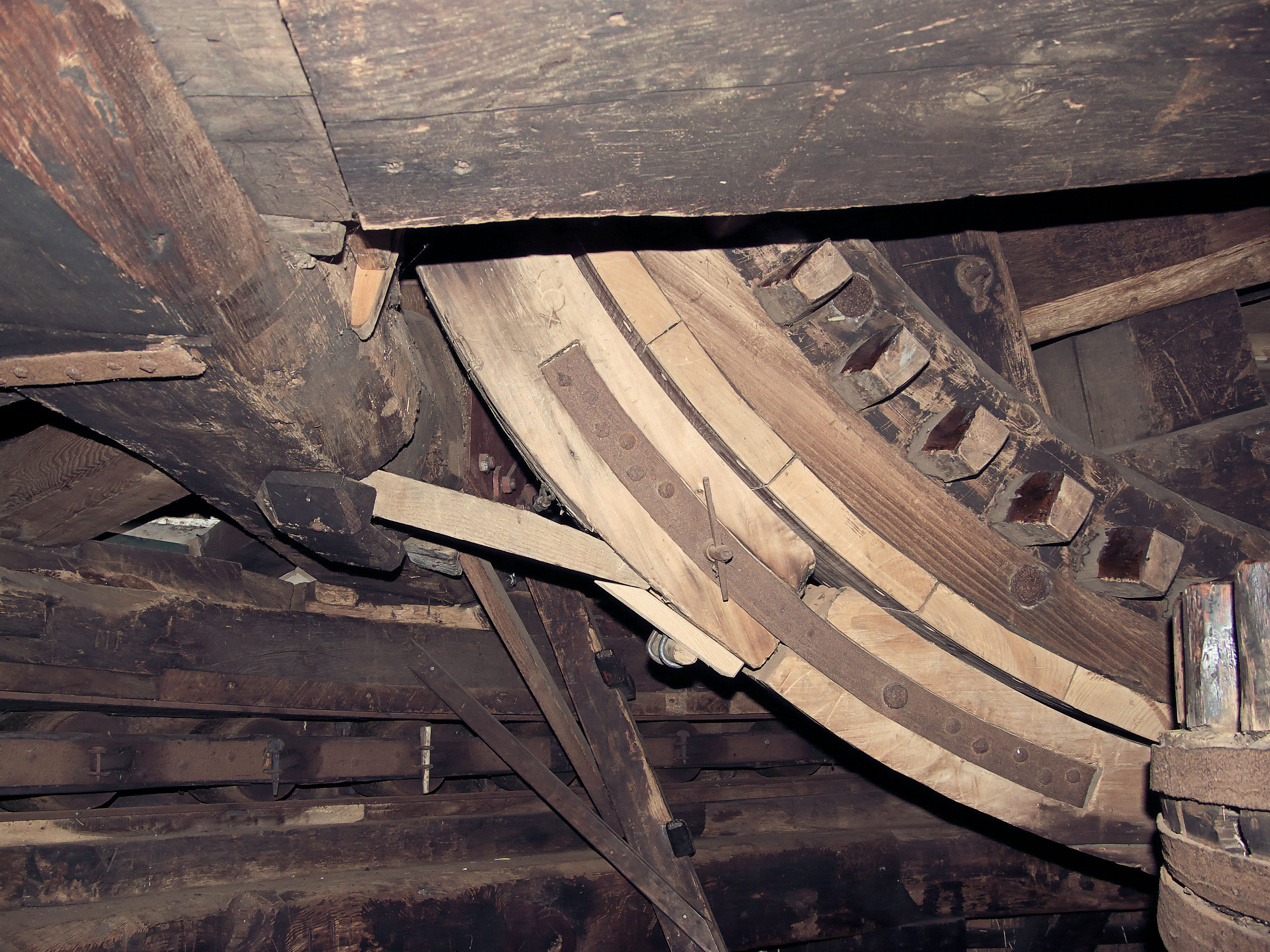
Vlaamse vang met stut van De Passiebloem

De Vlaamse vang is minder belastend voor de kap doordat de vangkrachten over de hele kap verdeeld worden. Dit komt doordat bij het vangen via de koebouten getrokken wordt aan het rechter voeghout. Hierdoor wordt ook via de dwarsbalken het linker voeghout belast. Bij de stutvang wordt bij het vangen tegen het linker voeghout geduwd, waardoor de kap de neiging heeft uit elkaar geduwd te worden. De stutvang remt wel straffer dan de Vlaamse vang en is daarom veel toegepast in Noord-Holland. De oliemolen De Passiebloem heeft een combinatie van Vlaamse vang en stutvang. Bij een langzaam draaiende molen werkt bij het vangen alleen de Vlaamse vang, maar bij een snel draaiende molen begint eerst de Vlaamse vang te werken, waarbij het rechtervoeghout iets naar binnen getrokken wordt en de stutvang het vangen overneemt. Als deze combinatievang door slijtage minder goed begint te werken, moet er van de stut een stukje afgeschaafd worden. (Bij een afzonderlijke stutvang moet er echter een langere stut ingezet worden.)

## Vangtypes

### Vlaamse vang

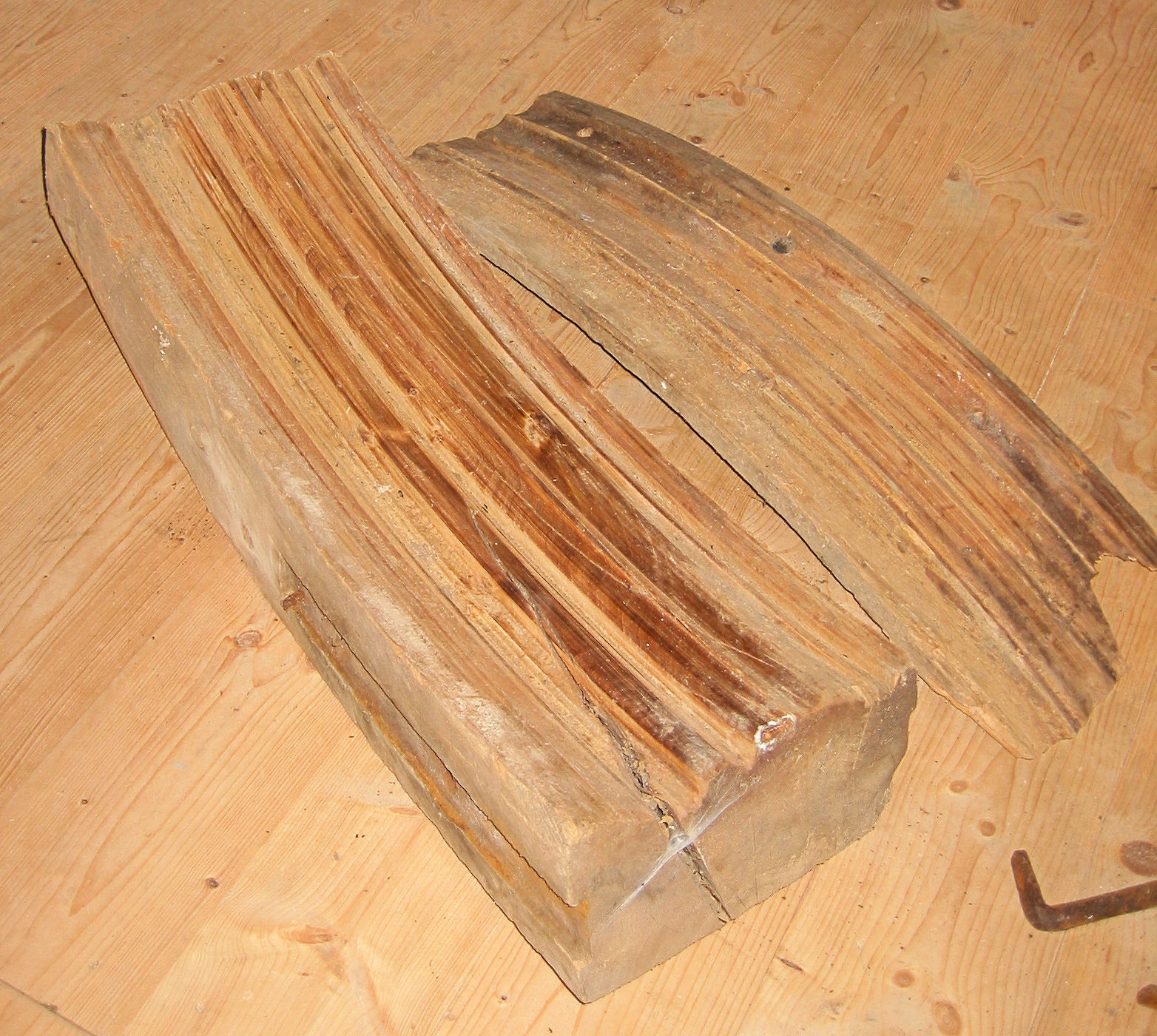
Binnenkant van vangstuk en bijbehorend belegstuk met diepe slijtsporen

Om het aswiel of bovenwiel zit een hoep of voering, die kan bestaan uit een laag van hardhouten blokjes (belegstukken) of een ijzeren band waar de vang op remt. De vang zelf is van het zachte, maar slijtvaste wilgen- of populierenhout (wilgenhout is wel wat slijtvaster dan populierenhout) gemaakt en bestaat uit 4, 5 of 6 langwerpige blokken (sabelstuk, kopstuk, schouderstuk, teenstuk en buikstuk), die met al of niet scharnierende ijzers (maanijzers) met elkaar verbonden zijn. Met stutten, vorkstutten of kettingen wordt de vang op zijn plaats gehouden. De vorkstutten of kettingen zorgen ervoor dat de vang niet naar voren of naar achteren kan schuiven. Aan één kant is de vang met het buikstuk via het vanganker opgehangen aan de koebouten, die in een vaste balk (het rechtervoeghout) zitten en bovenaan is deze met een ijzeren staaf (het sabelijzer) verbonden aan een bewegende balk (de vangbalk) met hefboomwerking, die met een touw buiten, naargelang de molen, vanaf de begane grond (grondzeiler), belt (beltmolen) of stelling bediend wordt. Tegen het sabelstuk van de vang drukt de lendestut, waardoor het sabelstuk bij het lichten van de vang (loslaten van de rem) niet te veel zijwaarts wordt weggedrukt en ook de rest van de vang vrijkomt van het bovenwiel. De lendestut staat op het rechtervoeghout en is aan de bovenkant tegen de gording vastgezet.

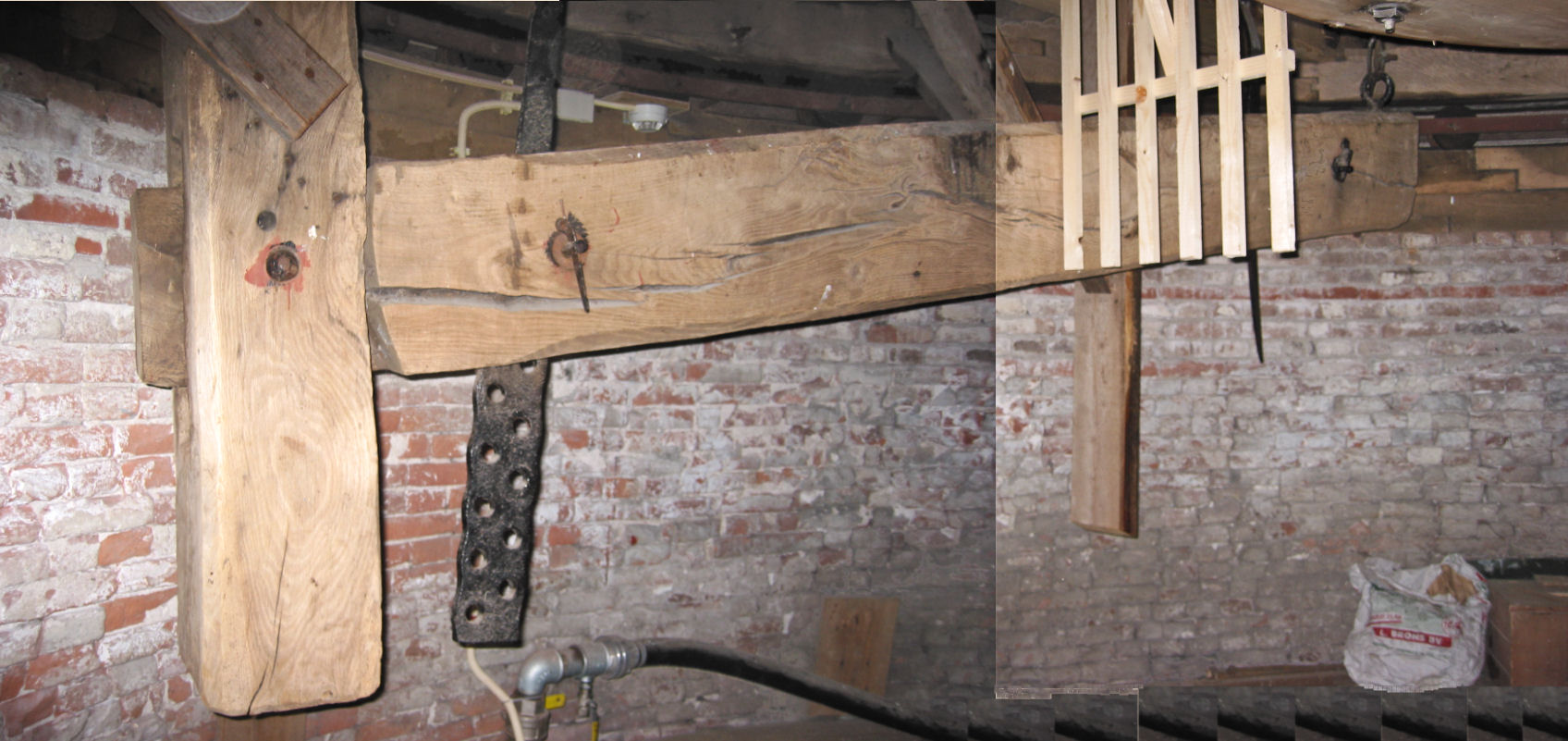
Vangbalk met vast draaipunt in de ezel van De Hoop in Garderen

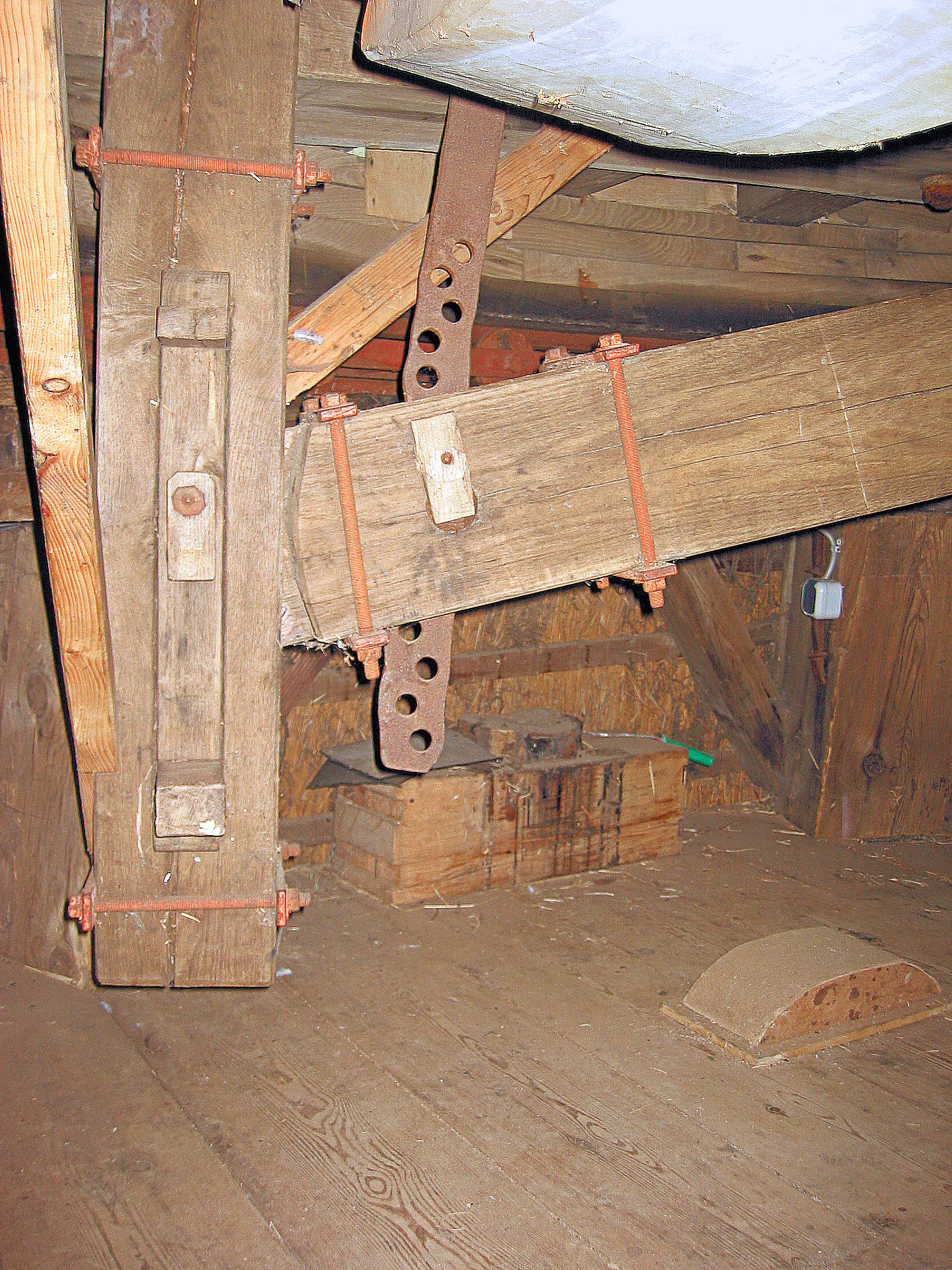
Ezel met schuif van de Walderveense molen

Aan de andere kant van de vang zit op het teenstuk of bij 4 blokken op het schouderstuk een houten klos (de rijklamp) die op een houten steun (de rust) rust, waardoor de vang als deze los is van het bovenwiel niet doorzakt. Immers, een vang bestaat uit delen vergelijkbaar met een fietsketting, die zonder steun niet rond blijft staan. De vangbalk zit vooraan met een scharnierpunt vast in de voorste hanger, ook wel ezel genoemd. De ezel kan uitgevoerd zijn met een vast draaipunt, met het draaipunt in een schuif of los in de ezel zitten. Bij een schuif wordt de vangbalk afgesteld met wiggen en keephouten. Op ongeveer 70 cm vanaf de voorste hanger zit het verstelbare sabelijzer.
Door het touw los te laten klemt de vang door het gewicht van de vangbalk om het bovenwiel en remt als een soort oplooprem het bovenwiel af. Soms is de vangbalk verzwaard met een contragewicht. Door aan het touw te trekken worden de vangblokken omhoog gedrukt, komt het bovenwiel vrij en komt de vangbalk met een haak op een duim of met een pen op een haak te liggen. Door een korte ruk aan het touw te geven komt de vangbalk iets omhoog en zwaait de haak naar achteren of komt het oog los van de duim. Vervolgens kan het touw gevierd worden en wordt het wiekenkruis afgeremd.
Er zijn ook molens met een vangtrommel, waardoor de vang lichter gaat.
In het verleden zijn er molens afgebrand, doordat er bij sneldraaiende wieken bij het afremmen veel wrijvingswarmte vrijkomt, waardoor het hout kan gaan smeulen en de rieten kap vlam kan vatten.
Doordat de vang werkt als een oplooprem remt deze niet als de wieken onverhoopt achteruit gaan draaien. Om dit te voorkomen wordt een kneppel en/of een pal toegepast. De pal valt in de kammen van het bovenwiel, waardoor dit niet achteruit kan draaien.

### Stutvang

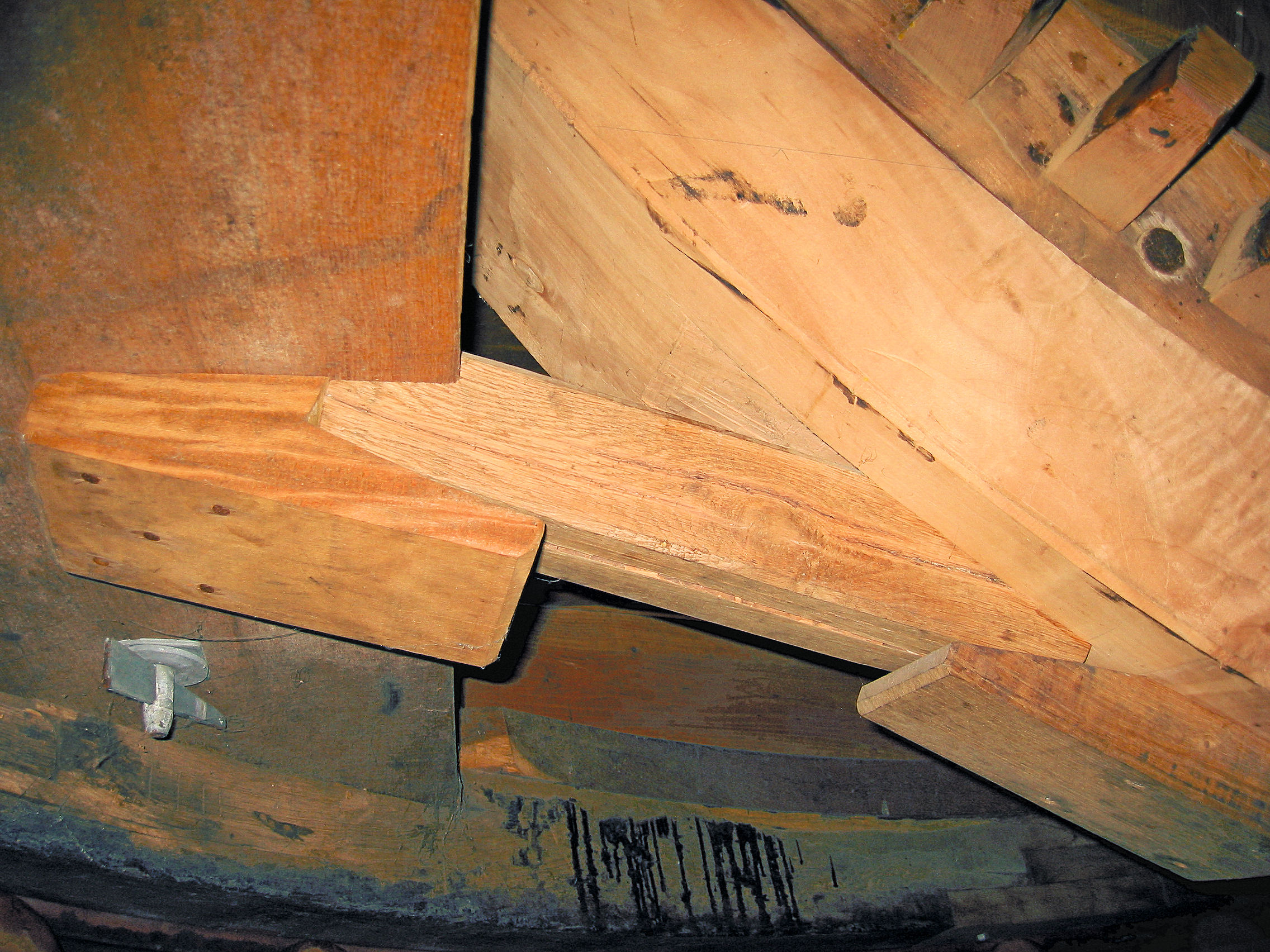
Stut met stutkast van de stutvang

Een stutvang bestaat uit vier houten blokken, waarbij het buikstuk zoals bij de Vlaamse vang ontbreekt. Tussen het teenstuk en het linker voeghout zit een stut in de in het voeghout en teenstuk zittende stutkast. Bij een goed afgestelde stutvang ligt de stut in het verlengde van de onderste bovenwielkam. Doordat bij het vangen de stut meer tegen het bovenwiel drukt, vangt de molen straffer dan bij de Vlaamse vang. Hierdoor slijt dit stuk sneller dan de andere stukken, waardoor de stut na een tijd vervangen moet worden door een langere.

### Lipvang
De lipvang is de voorloper van de stutvang en is in Nederland nog op één molen aanwezig, namelijk de spinnenkopmolen de Haensmolen. In plaats van een stut en het teenstuk is er een balk die aan het schouderstuk vastzit en met het ene uiteinde een scharnierpunt heeft in een stijl die aan de zijkant van de kap geplaatst is. De kop aan het andere eind van de balk is afgeschuind en komt bij het vangen evenals de vangblokken tegen het bovenwiel aan. Door het ontbreken van het teenstuk heeft deze vang echter minder remvermogen.

### Band- of hoepelvang

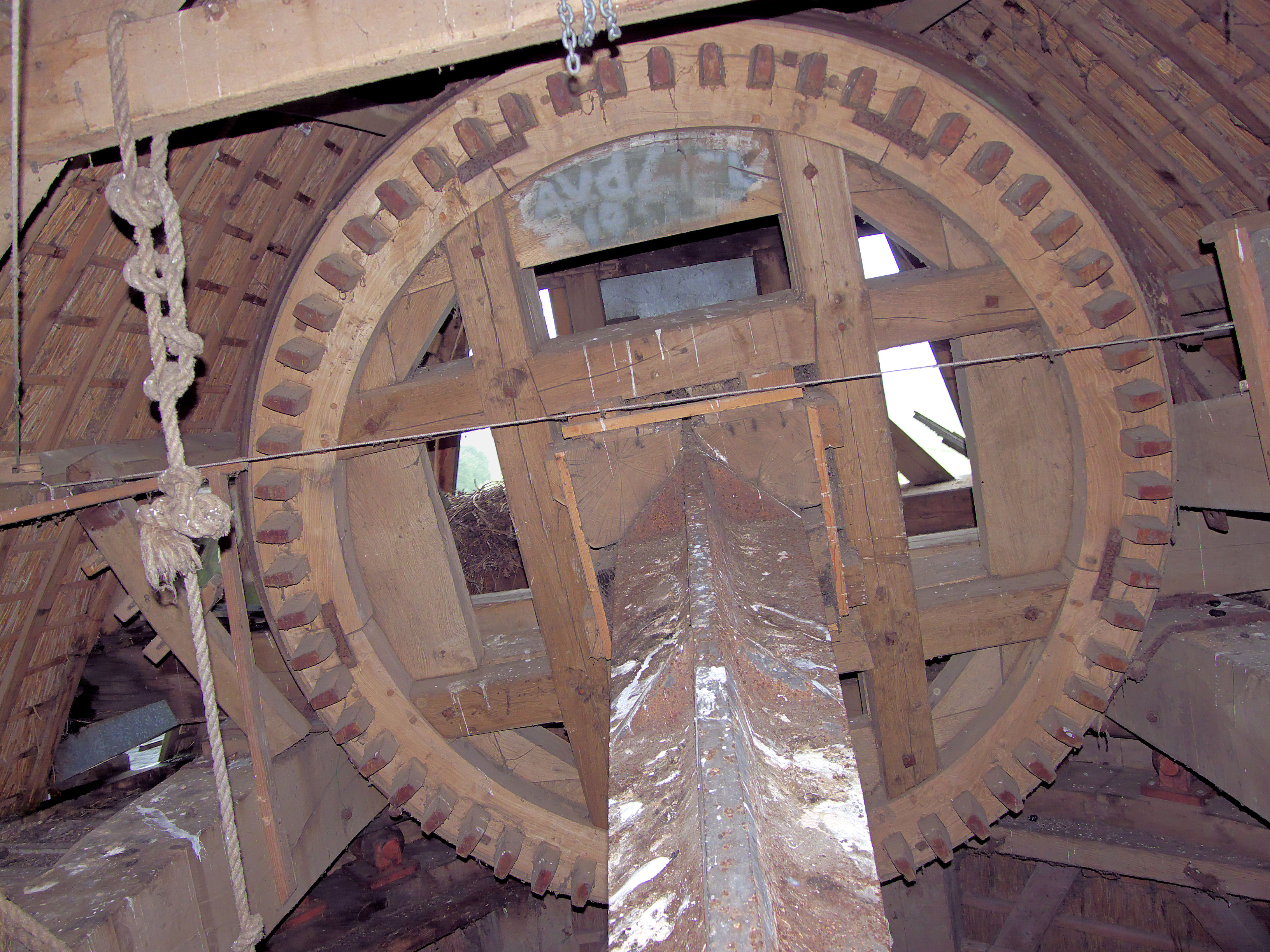
IJzeren bandvang

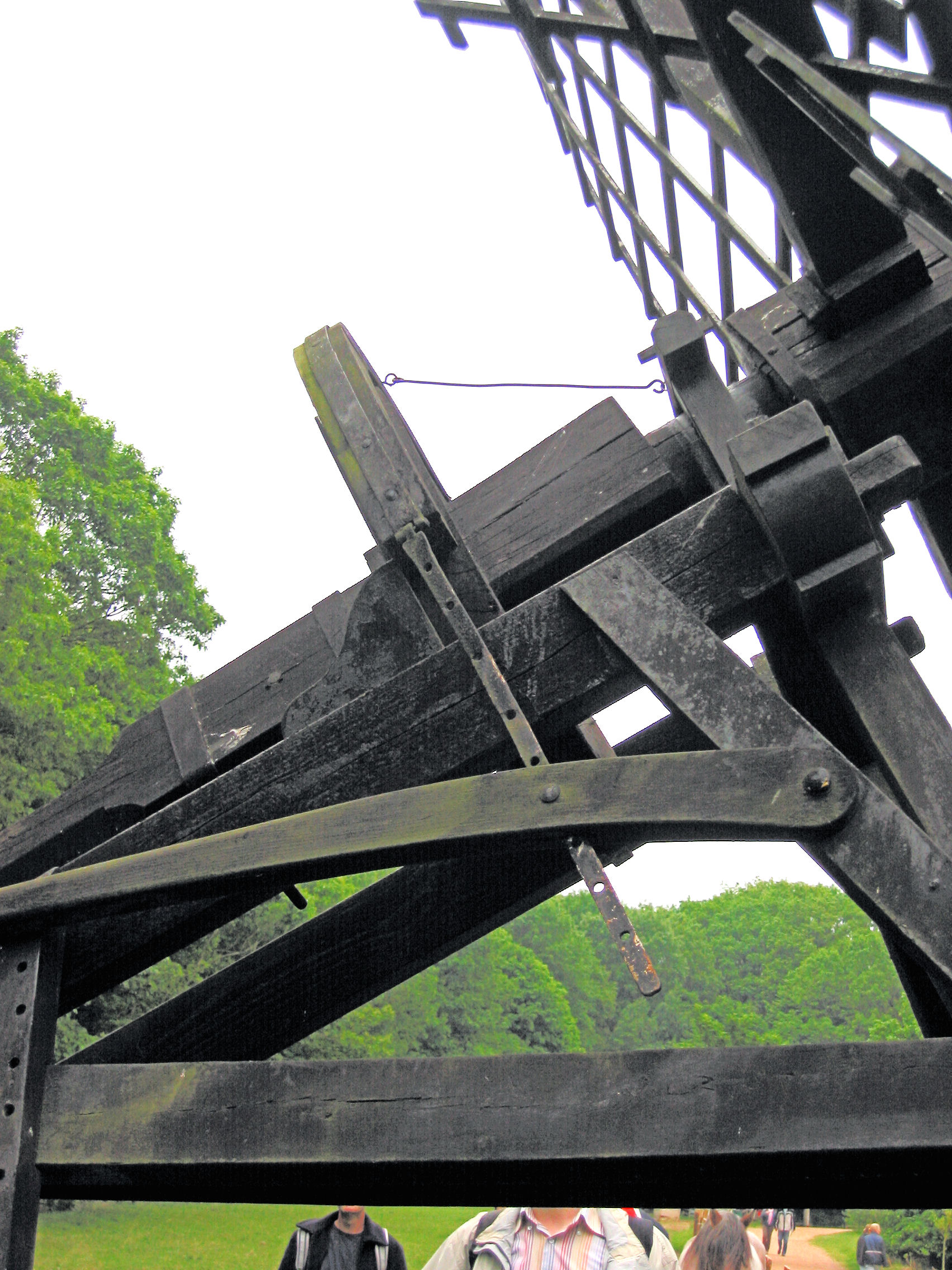
Vang van een tjasker

Een band- of hoepelvang bestaat uit een houten of ijzeren band, die net zoals bij de Vlaamse vang door de vangbalk om het bovenwiel aangetrokken kan worden. De houten band bestaat uit rondgebogen iepen- of essenhout met soms dwarssneden om het ombuigen makkelijker te maken. De houten band kan remmen op een ijzeren hoep om het bovenwiel of op belegstukken om het bovenwiel. Een ijzeren band remt uiteraard alleen op belegstukken of rechtstreeks op het bovenwiel.
Een tjasker heeft ook een bandvang.

## Bediening van de vang
Het bedienen van de vang komt feitelijk neer op het ophalen van de vangbalk. Hiervoor zijn verschillende systemen in gebruik.

### De vangstok
De vangstok of wipstok is het bekendste systeem. Hierbij steekt een stok door de achterkant van de kap die scharnierend hangt. Met het binnenvangtouw zit de vangstok vast aan de vangbalk. Door buiten met vangtouw de stok omlaag te brengen wordt de vangbalk omhoog gebracht. Door het verschil in lengte binnen en buiten ontstaat hefboomwerking. Doordat de vangstok voor het grootste deel buiten hangt is hij gevoelig voor weersinvloeden.

### De vangtrommel
De vangtrommel bestaat uit een trommel op een kleine as. Het binnenvangtouw zit om de as gewikkeld, terwijl het buitenvangtouw tegengesteld op de trommel gewikkeld is. Door het verschil in grootte wordt een vertraging verkregen, en kan de vangbalk zonder veel kracht opgehaald worden. De vangtrommel is voor het eerst toegepast op de torenmolen. Later is deze ook op andere, latere typen molens, vooral in Zuid-Nederland, omdat daar de meeste torenmolens stonden, toegepast.

### Het vangwiel
Het vangwiel bestaat uit een wiel op een kleine as. Het binnenvangtouw zit om de as gewikkeld, terwijl het buitenvangtouw tegengesteld op het wiel gewikkeld is. Door het verschil in grootte wordt een vertraging verkregen, en kan de vangbalk zonder veel kracht opgehaald worden. Het vangwiel kan bestaan uit een wiel met opstaande randen of met gaffels. Het bovenwiel wordt ook wel vangwiel genoemd, omdat daar de vang op aangrijpt.

### De binnenvangstok
In standaardmolens en wipmolens kom je ook wel een binnenvangstok tegen. Bij de standaardmolen zit hij tegen de rechterkant (van achter gezien) boven de vangbalk. In de
wipmolen zit hij tegen de achterkant, en komt het vangtouw dus achter aan de linkerkant naar beneden.

### De evenaar

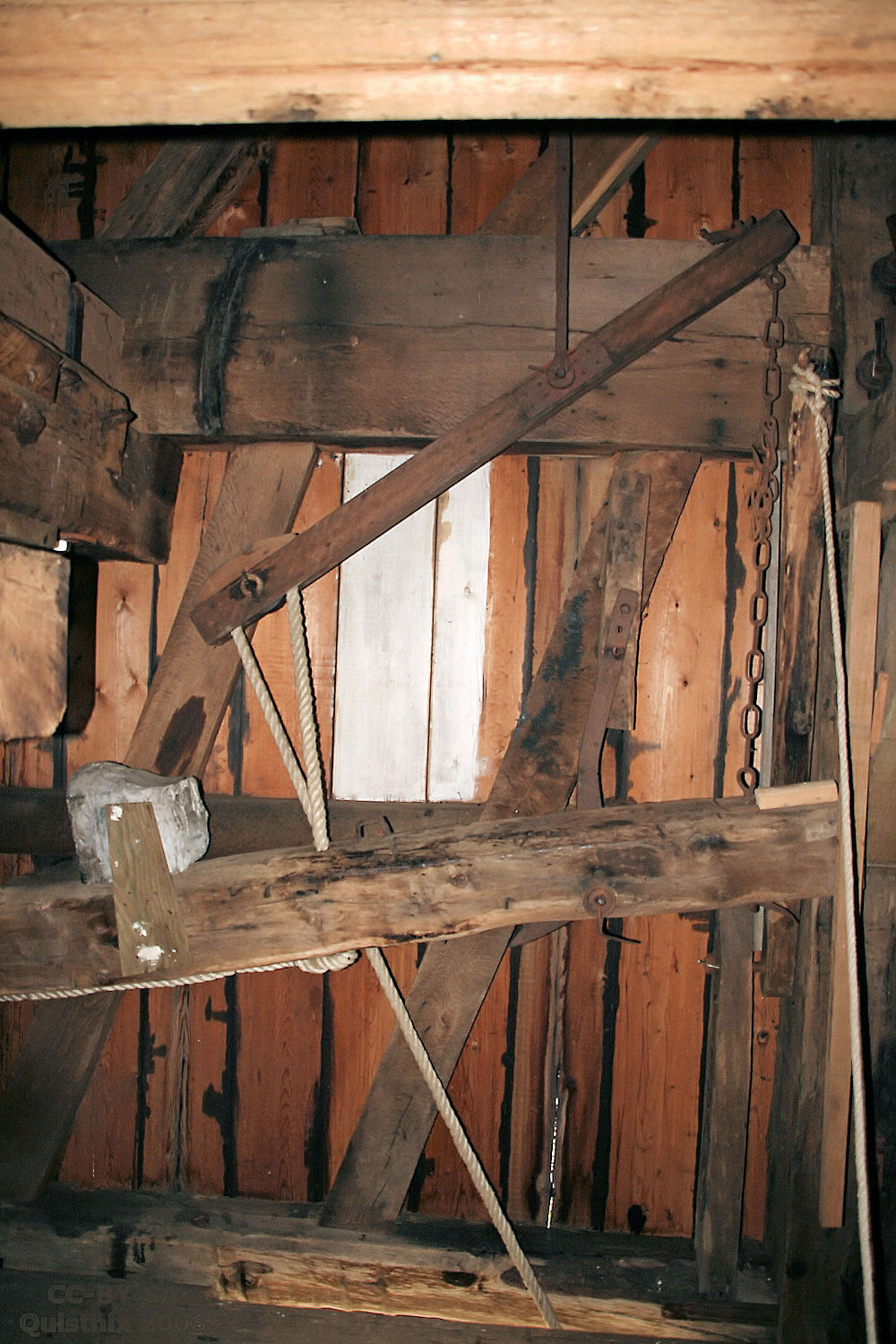
Evenaar in De Westermolen in Langerak. Vangtouw gaat links door de evenaar via katrol, rechts het binnenvangtouw, hier een ketting. Vang is gelicht en vangbalk ligt op de haak. Het touw rechts is het kneppeltouw.

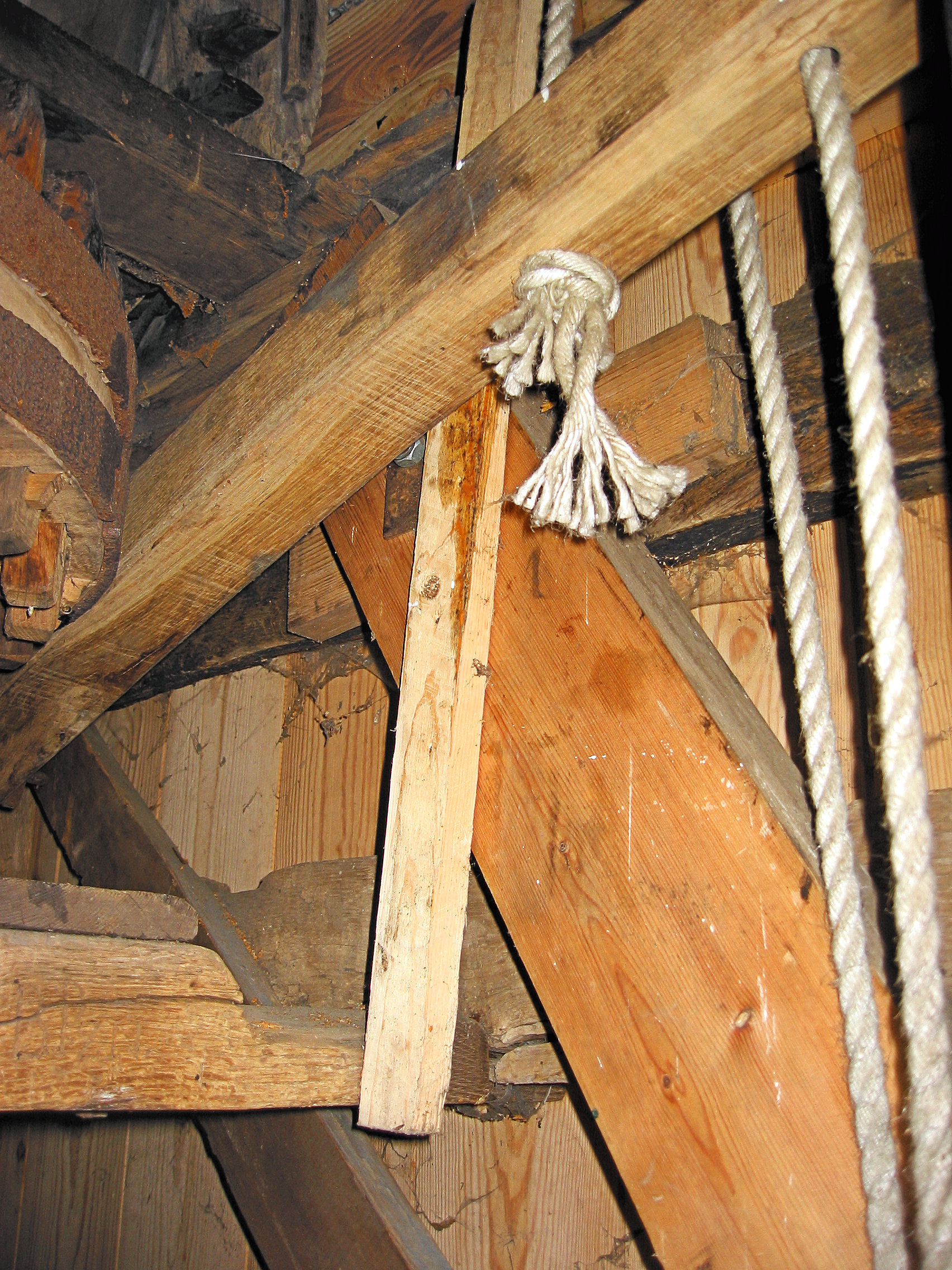
Trekvang in een spinnenkopmolen

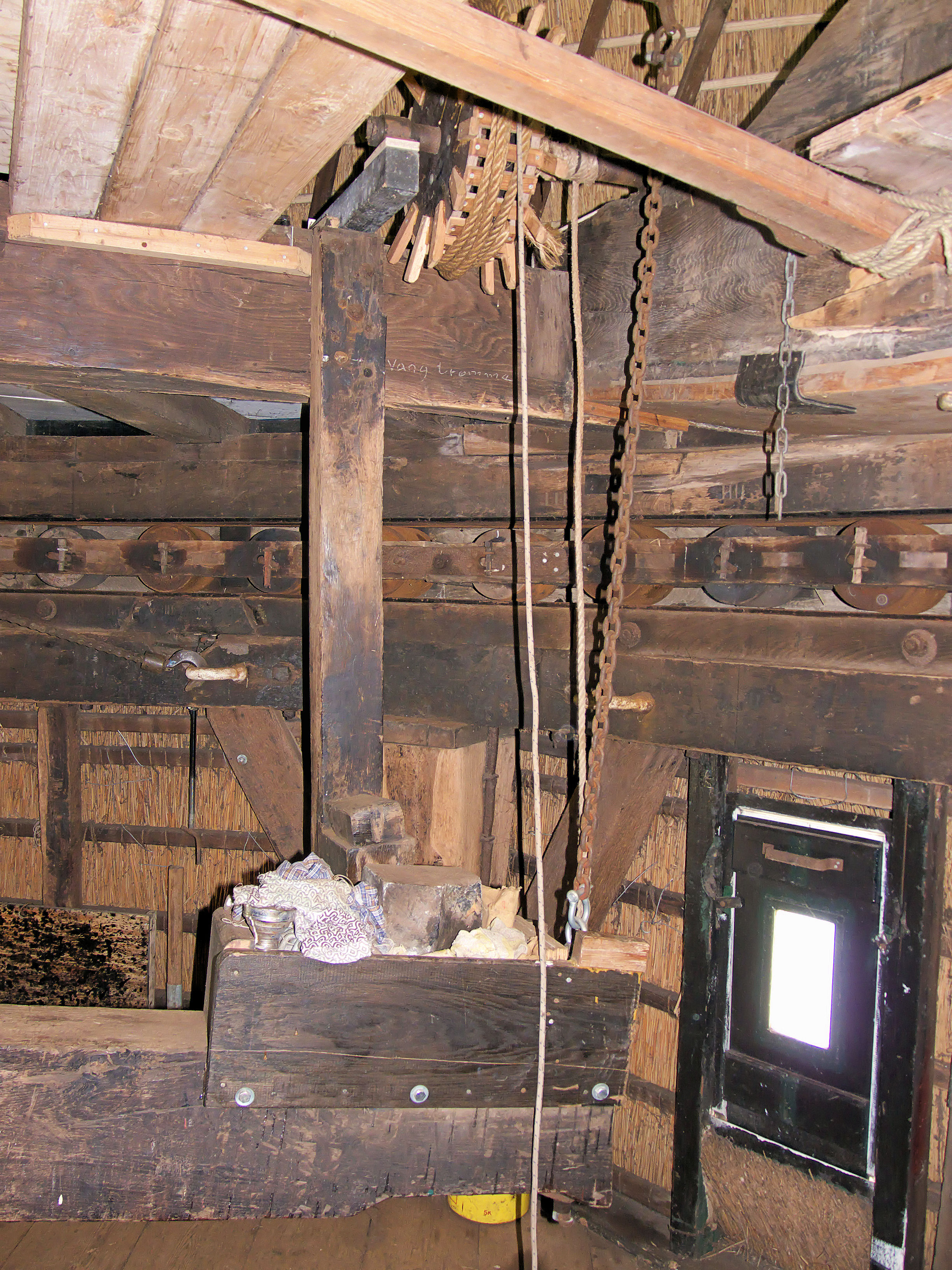
Vangbalk met klamp

De evenaar of unster wordt alleen aangetroffen in de wipmolen en de standerdmolen. Het is een korte balk precies in het midden gelagerd en die vastzit tegen de rechter steenlijst. Aan de achterzijde zit het binnenvangtouw of -ketting dat naar de vangbalk gaat. In de voorzijde zit een schijfloop waardoor het vangtouw gaat dat vervolgens ook aan de vangbalk vastzit. Men trekt dus feitelijk twee keer aan de vangbalk. Hierdoor wordt een kleine vertraging verkregen. Deze werkt echter wel zwaarder dan de andere systemen.

### De trekvang
De spinnenkopmolen heeft een trekvang, omdat er in de kop van de molen geen plaats is voor een grote of verzwaarde vangbalk. Aan het achtereind van de vangbalk zijn twee touwen bevestigd. Het achterste touw gaat rechtstreeks of via een katrol naar beneden. Hiermee kan de vangbalk naar beneden getrokken worden, waardoor de molen gevangen wordt. Het andere touw dat iets meer naar voren aan de vangbalk vastzit gaat eerst omhoog naar een katrol en vanaf daar naar beneden. Hiermee kan de vangbalk opgelicht worden. De term trekvang komt verder voor in de Zaanstreek, maar daar is het de naam van een touw waarmee de vangbalk bij stilstand geborgd wordt.

## Ophanging van de vangbalk
Er zijn verschillende methodes om de vangbalk vast te zetten als de molen draait.

### De klamp
De meest simpele methode is een klamp (klos) waar de vangbalk gewoon opgelegd wordt. Als de vang met behulp van de wipstok gelicht wordt moet er iets naar links gelopen worden waardoor de vangbalk naar rechts gaat en op de klamp terechtkomt. Meestal is de klamp iets afgeschuind zodat de vangbalk er niet afvalt. Er zijn echter twee wipmolens in Nederland die geen wipstok maar een evenaar hebben: de Oudegeinse molen in Nieuwegein en de Kortrijkse Molen in Breukelen. Hier wordt de vang opgelegd door middel van de kneppel. De ene kant van het doorgaande vangtouw gaat over de katrol van de evenaar via een tweede katrol in de vangbalk naar een bevestigingspunt in de kap. De andere kant zit vast aan de kneppel. Met het rechter deel van het touw wordt met hulp van de evenaar de vangbalk opgetrokken. Daarna wordt door een ruk aan het linker deel van het vangtouw met behulp van de kneppel het achtereind van de vangbalk een stukje naar links geduwd, weg van de klamp. Door het rechter deel van het touw vervolgens te vieren schuift de vangbalk langs de klamp en wordt de vang opgelegd. Bij het lichten van de vang wordt aan het rechter deel van het touw getrokken waardoor de vangbalk op de klamp komt te liggen.

### De duim
In plaats van de klos is er in dit geval een haak die een beetje de vorm heeft van een opgestoken duim. Aan de vangbalk zit een zware kram en op dezelfde manier als bij de klos wordt de vangbalk met de vangstok naar rechts omhoog getrokken zodat hij in de duim haakt. Ook dit werkt alleen met een vangstok.

### De klink
De klink is een haak met een schuine opening waarin een pen valt die in de vangbalk vastzit. Hij hangt boven scharnierend, waardoor hij weggedrukt wordt als de vangbalk omhoog gehaald wordt, waarna hij in de opening valt. Om de vang weer te laten zakken moet een klein rukje aan het vangtouw gegeven worden waarbij de klink opzij vliegt en de pen hier langs kan zakken. Bij dit systeem hoeft de vangbalk niet opzij te bewegen en is dus geschikt voor alle bedieningsmethoden.

## Borging

### Kneppel
Er zijn molens met een kneppel om de vangbalk, waarmee bij een stilstaande molen de vang extra strak wordt aangetrokken. Dit om te voorkomen dat de wieken achteruit kunnen gaan draaien. De kneppel wordt meestal vanaf de staart met het kneppeltouw bediend en bestaat uit een ongeveer 1 m lang balkje dat aan het ene eind scharnierend is vastgezet en waar aan het andere eind het kneppeltouw is vastgemaakt. De kneppel kan weer geborgd worden door een touw (het lekentouw) of een bout (de lekenpen).

### Pal
Een pal is een mechanisme dat voorkomt dat de bovenas achteruit gaat draaien. De vang werkt goed in de normale draairichting van de wieken, maar slecht in de tegenovergestelde richting. De pal bestaat uit een korte, scharnierend opgehangen balk met daarop enkele kammen (meestal twee tot vier), met dezelfde steek als de kammen van het bovenwiel. Deze vallen in de kammen van het bovenwiel, waardoor deze niet achteruit kan draaien. Via een gewicht wordt de pal in het bovenwiel getrokken, tijdens het draaien wordt hij naar buiten gehouden door een touw vast te zetten, of via een ander gewicht aan dat touw.

## Fotogalerij

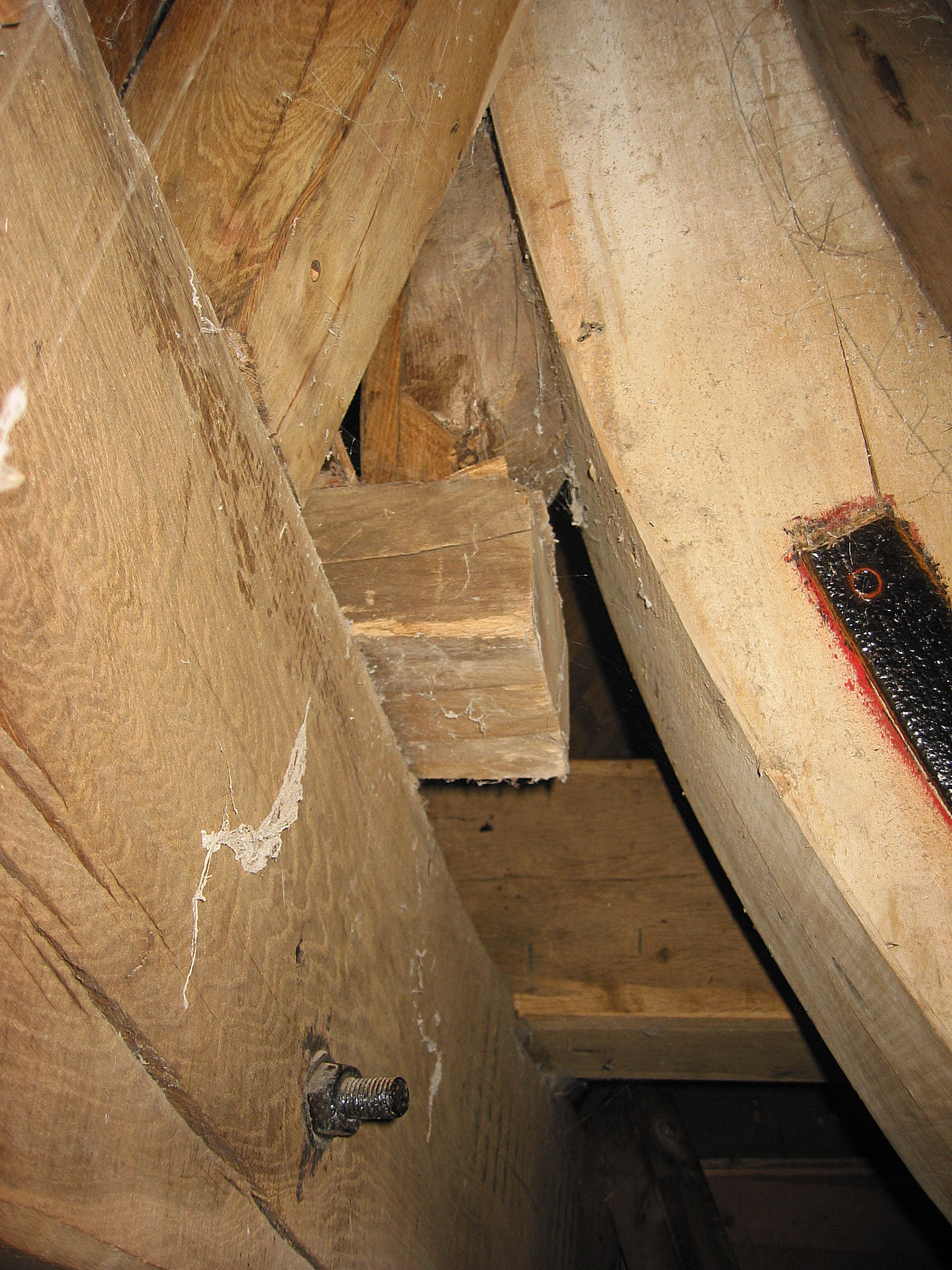
Rijklamp met rust
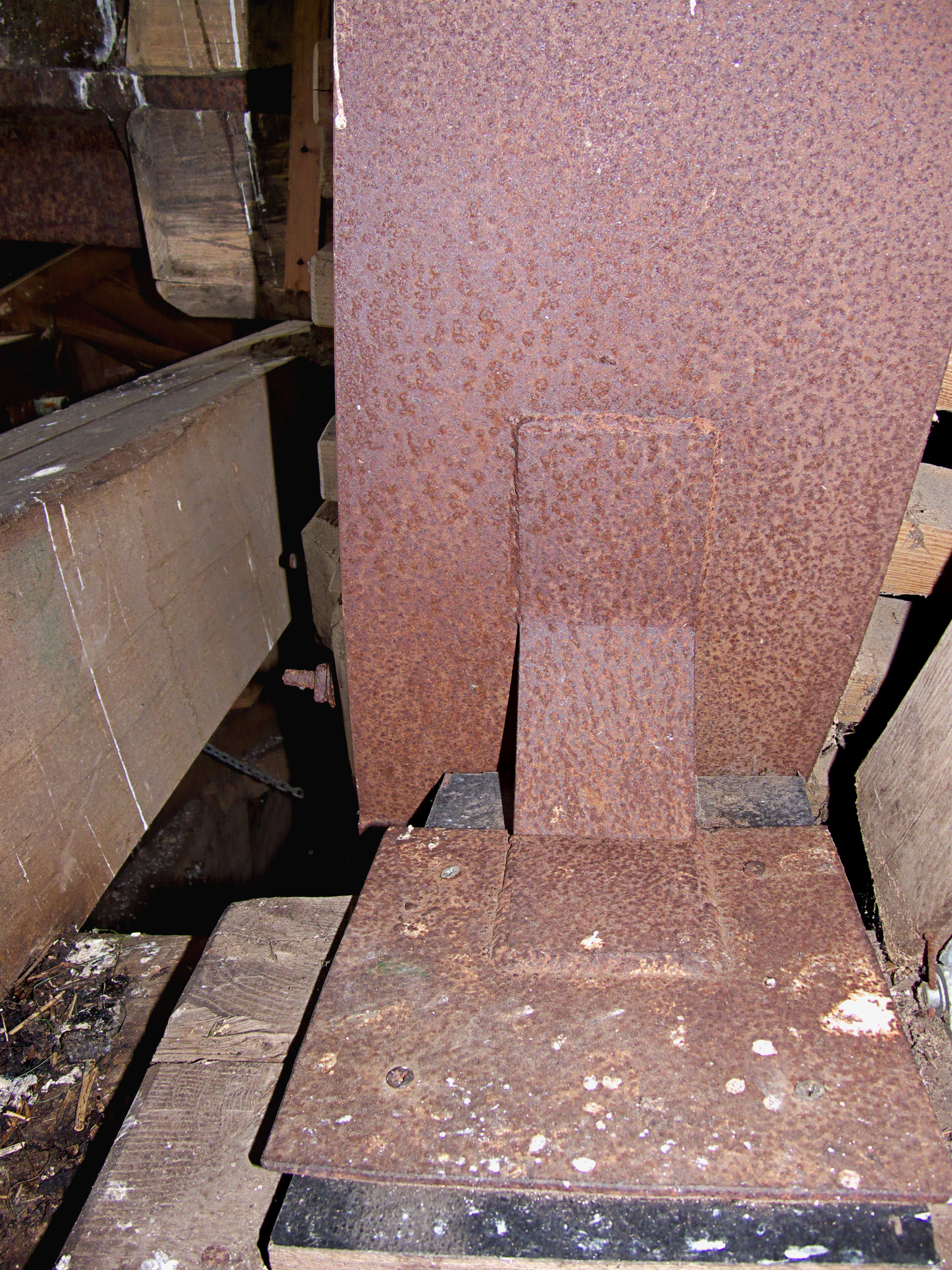
Rijklamp met rust van stalen bandvang
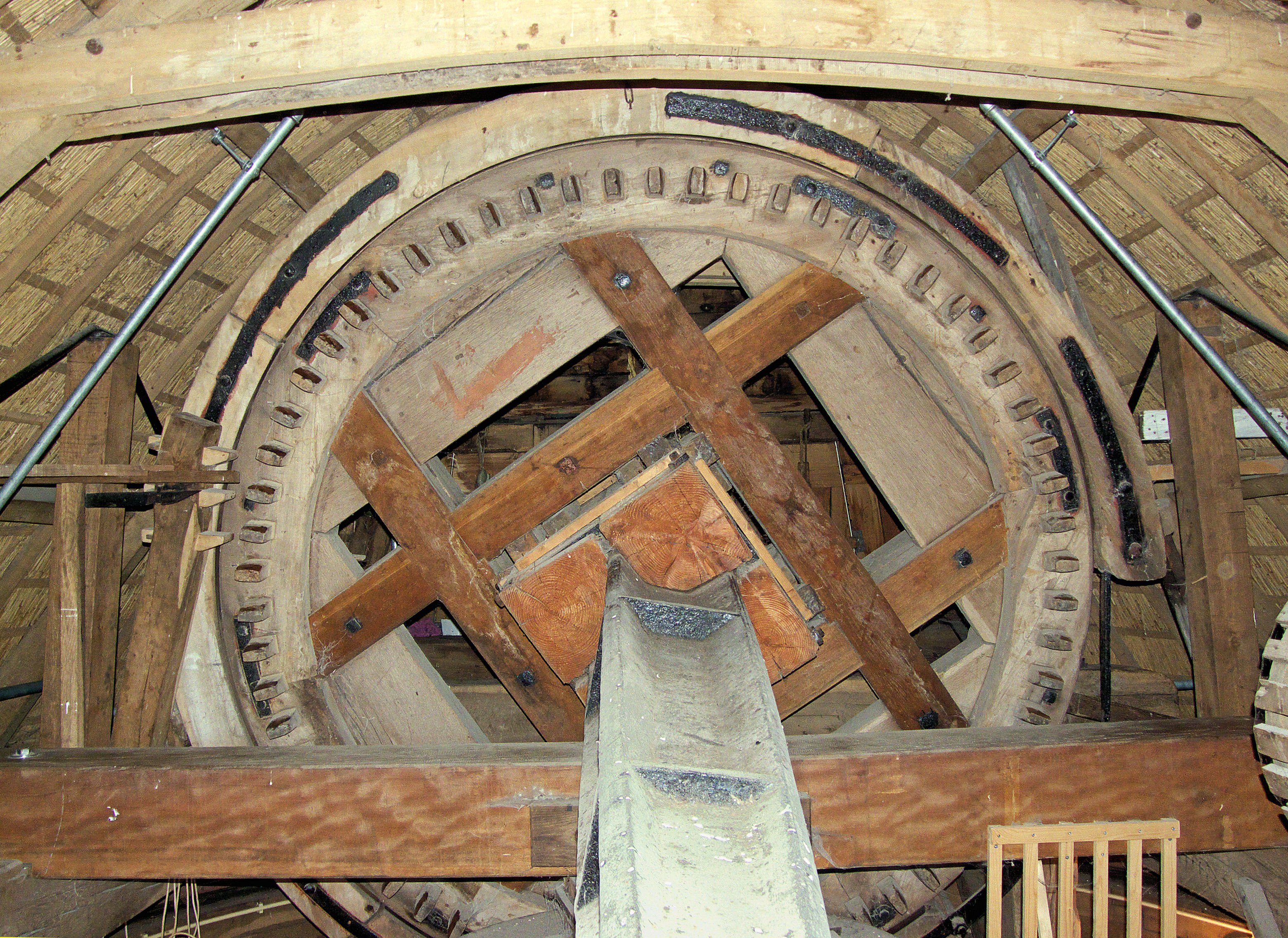
Vang om bovenwiel van de molen De Hoop in Garderen; rechts zit de ophanging en staat de lendestut en links de rijklamp met rust. Ook is links de pal met de drie kammen te zien.
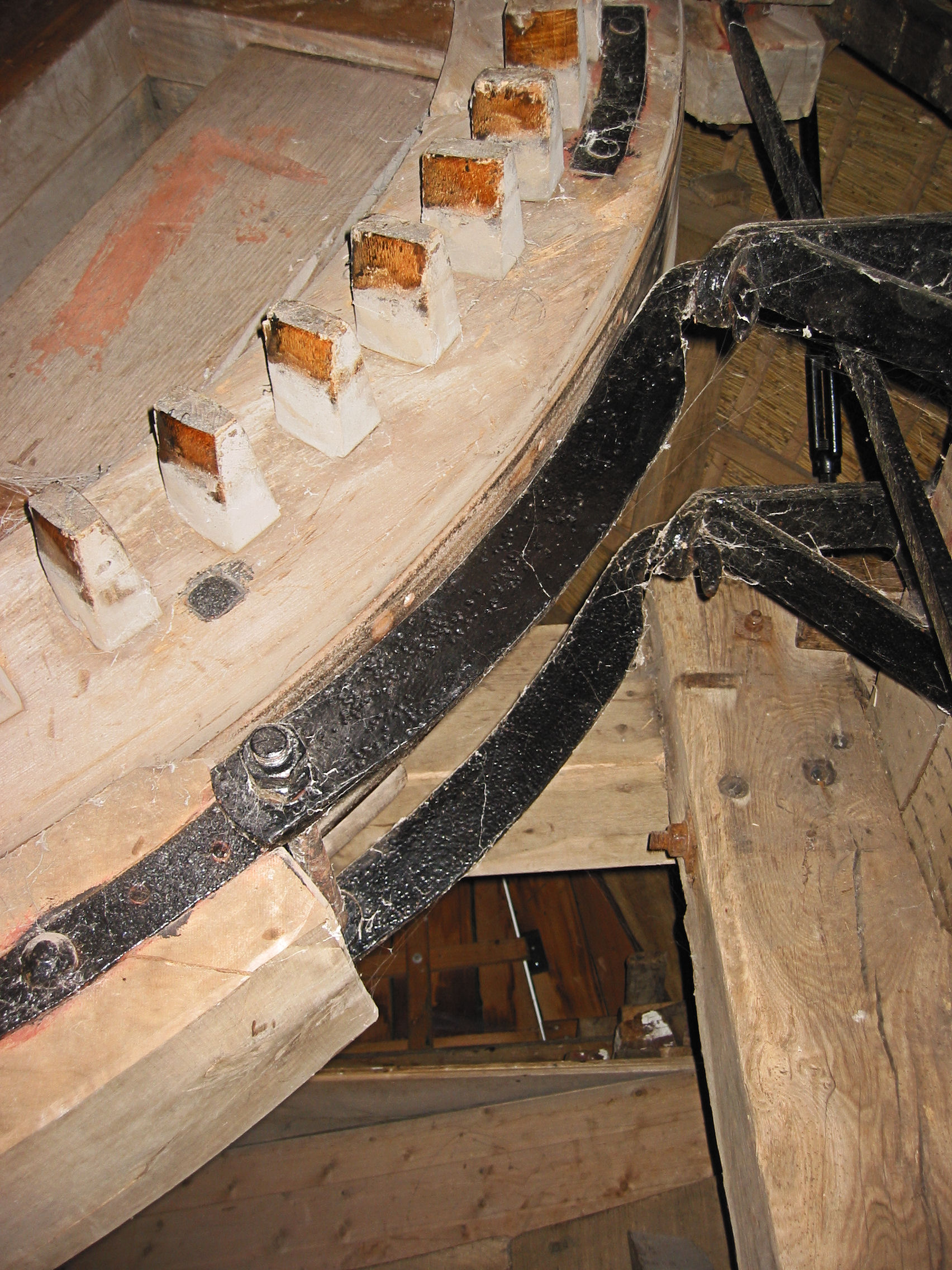
Vangophanging met onderaan het vanganker opgehangen aan de koebouten en bovenaan de steel van het sabelijzer van de molen De Hoop in Garderen
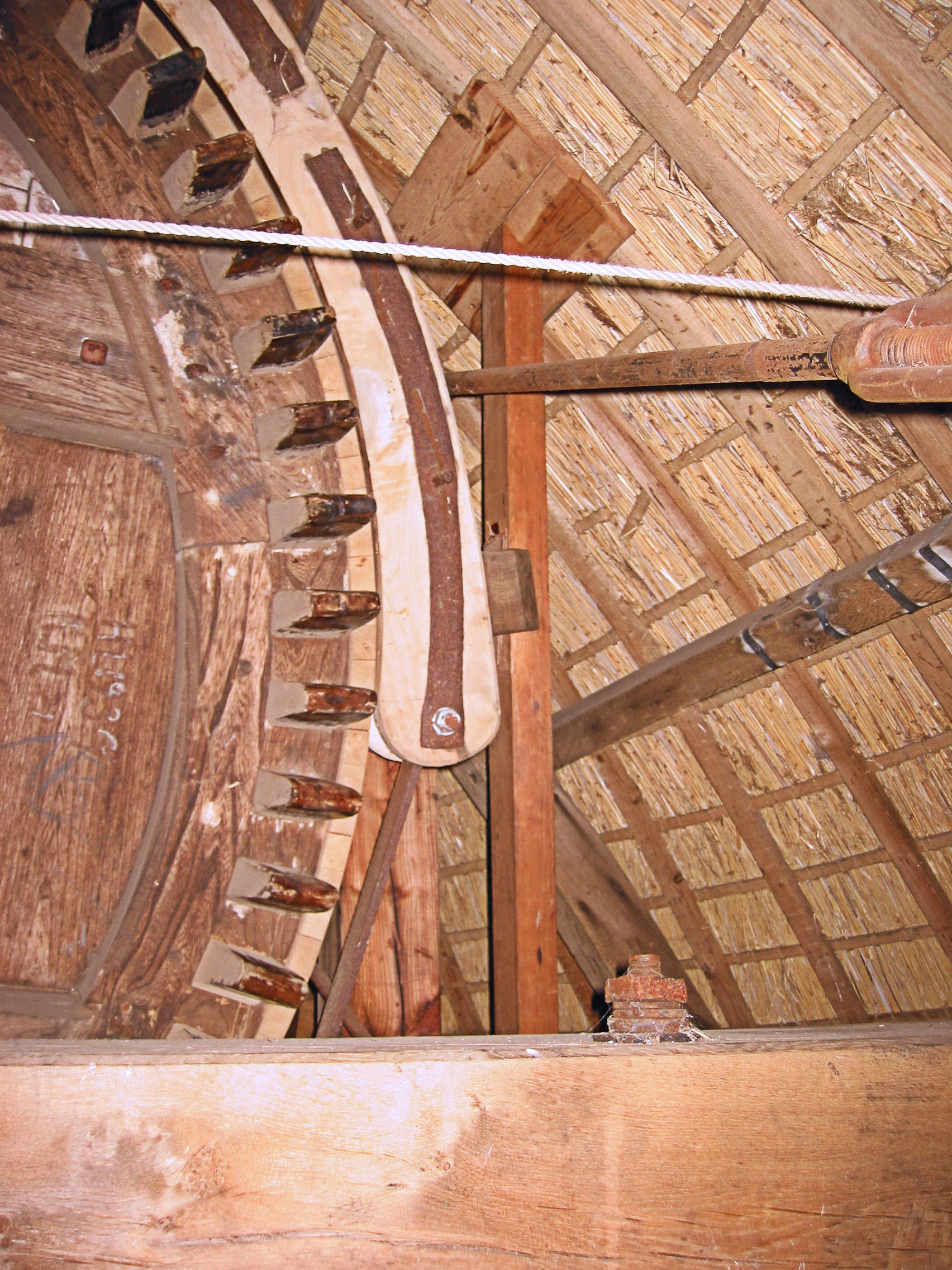
Lendestut tegen sabelstuk van de Walderveense molen
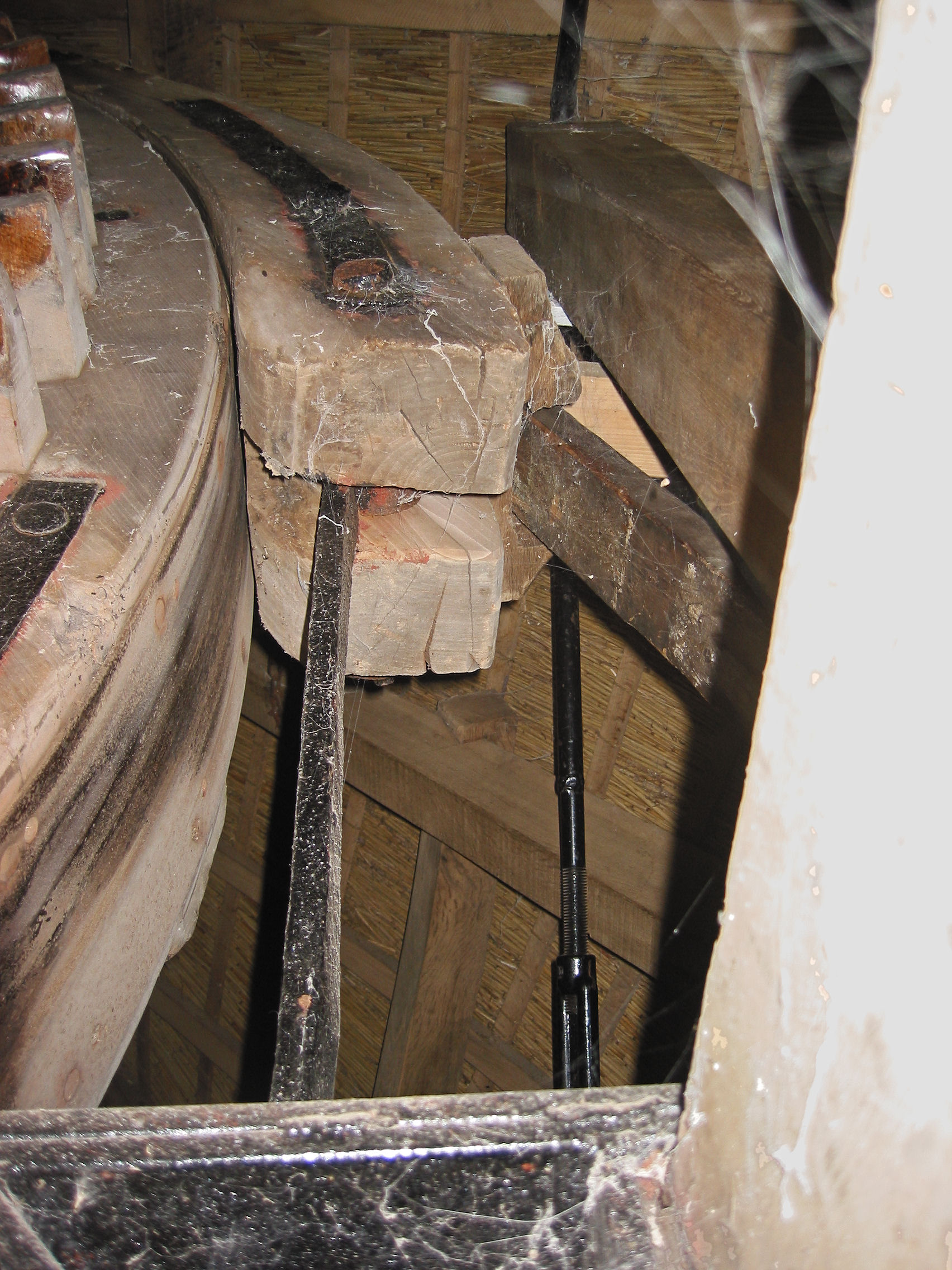
Sabelijzer aan sabelstuk van de molen De Hoop in Garderen
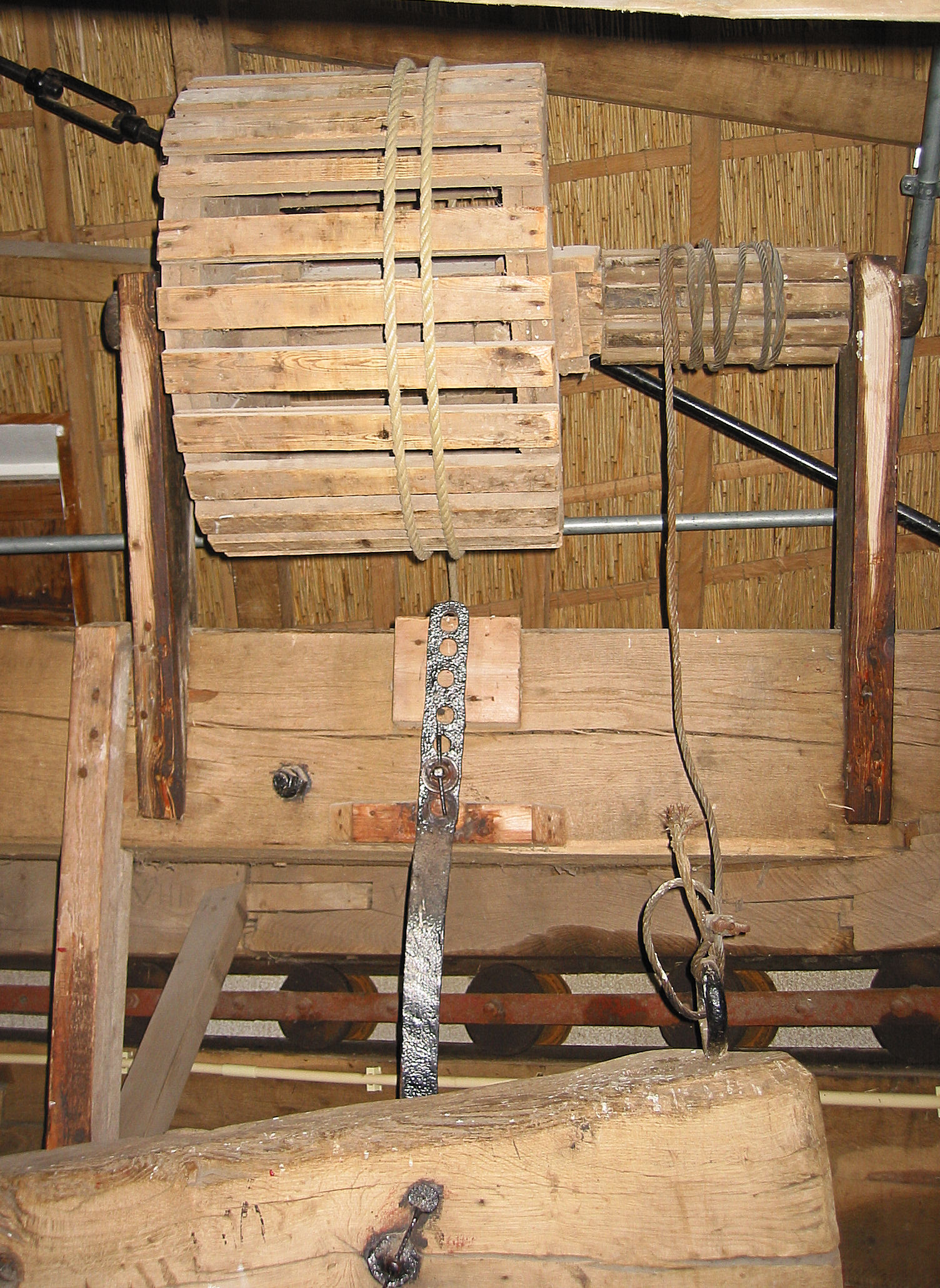
Vangtrommel van de molen De Hoop in Garderen. Molen is nu van de rem af
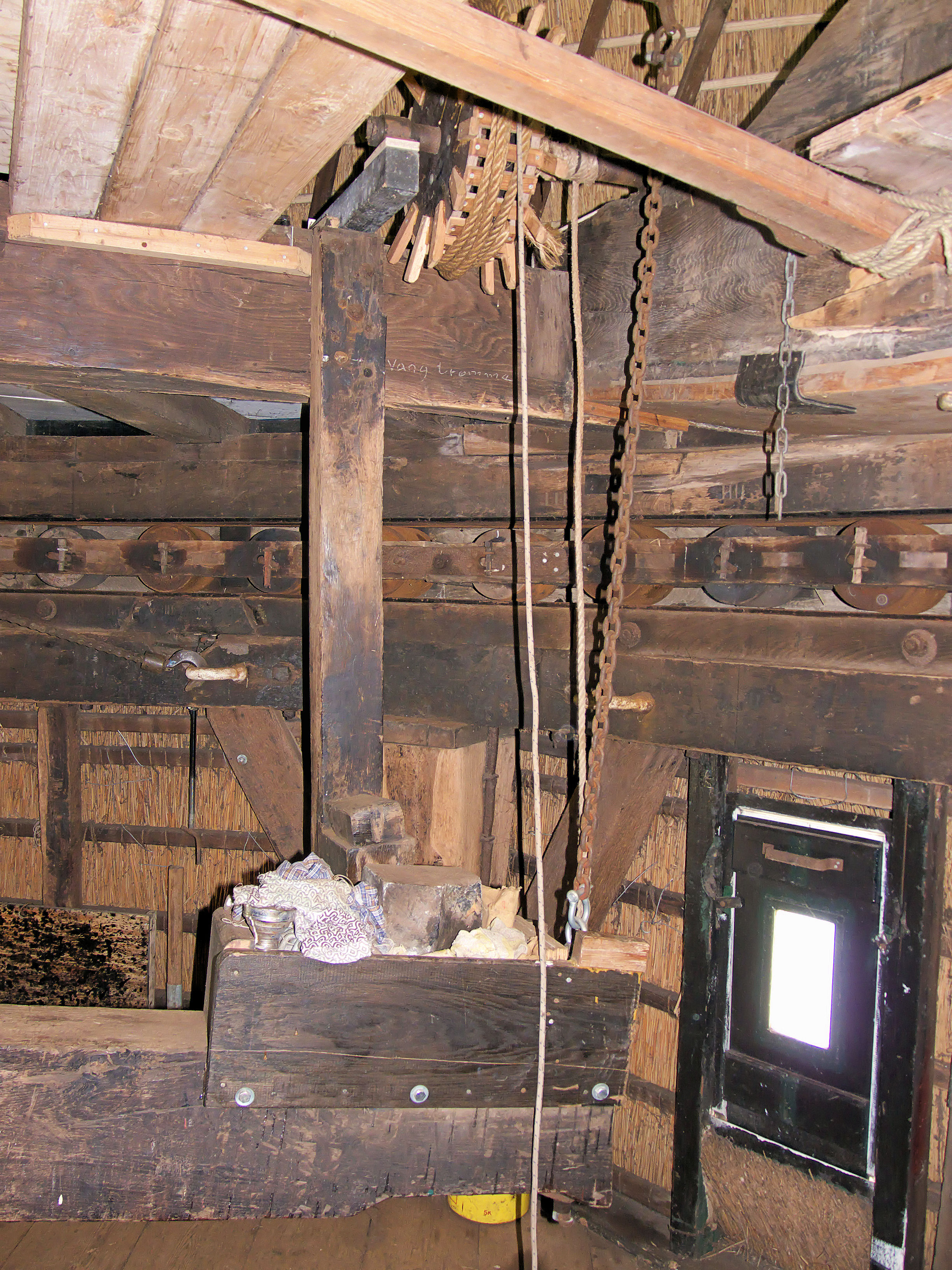
Vangtrommel met gaffels van de Tweede Broekermolen
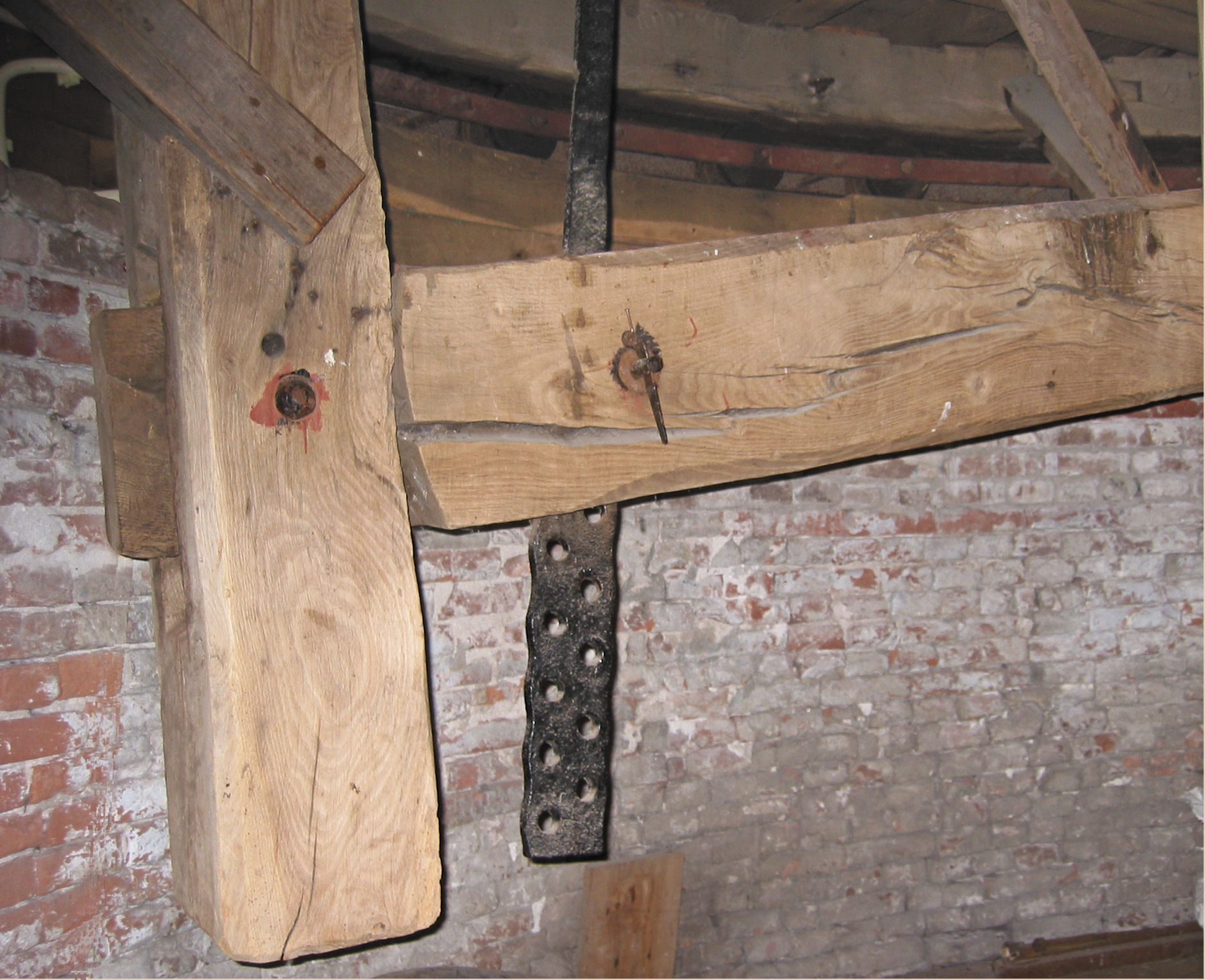
Vangbalk met sabelijzer met 2 rijen gaten en voorste hanger (ezel)
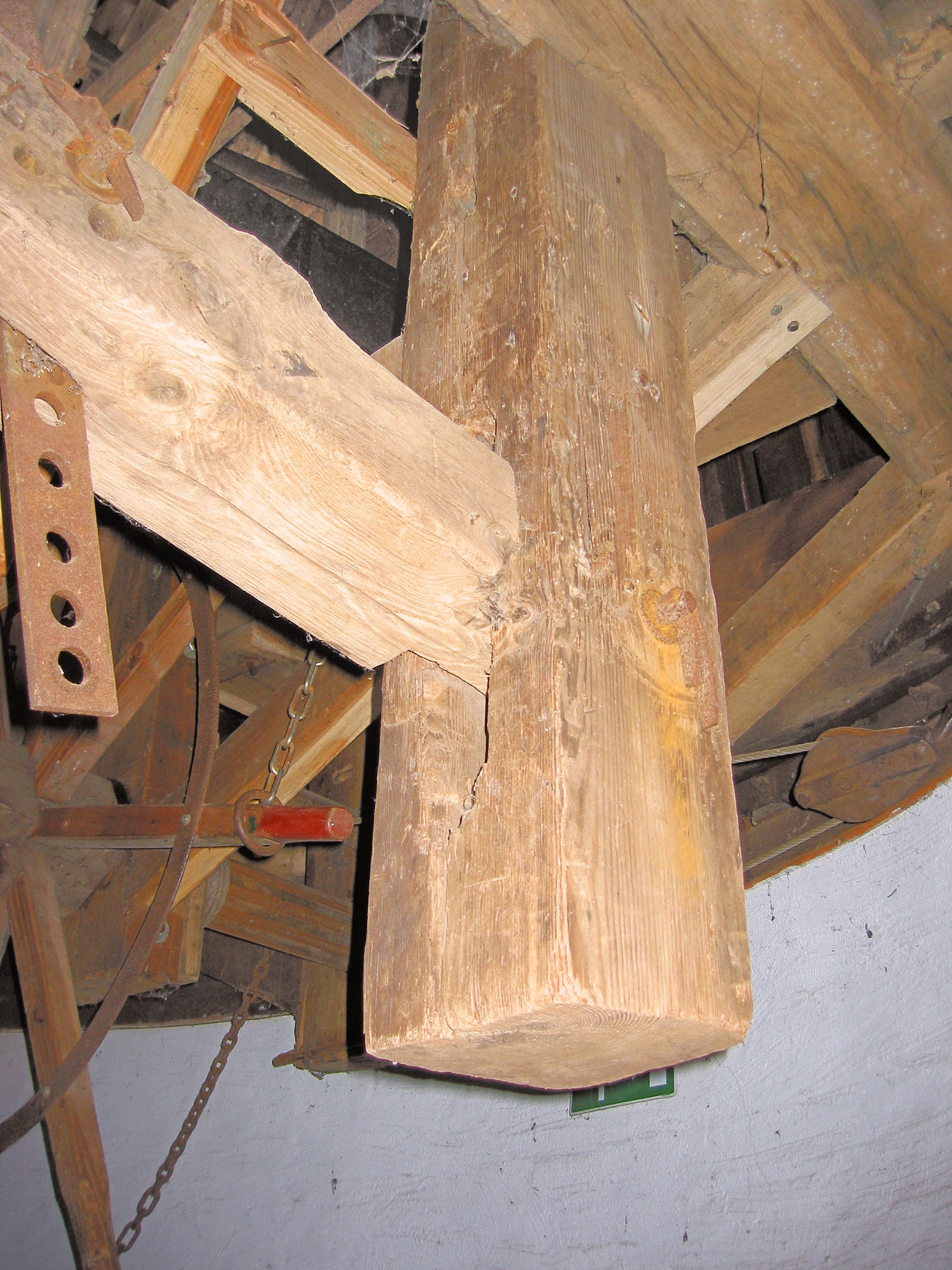
Vangbalk met sabelijzer met 1 rij gaten en voorste hanger (ezel)
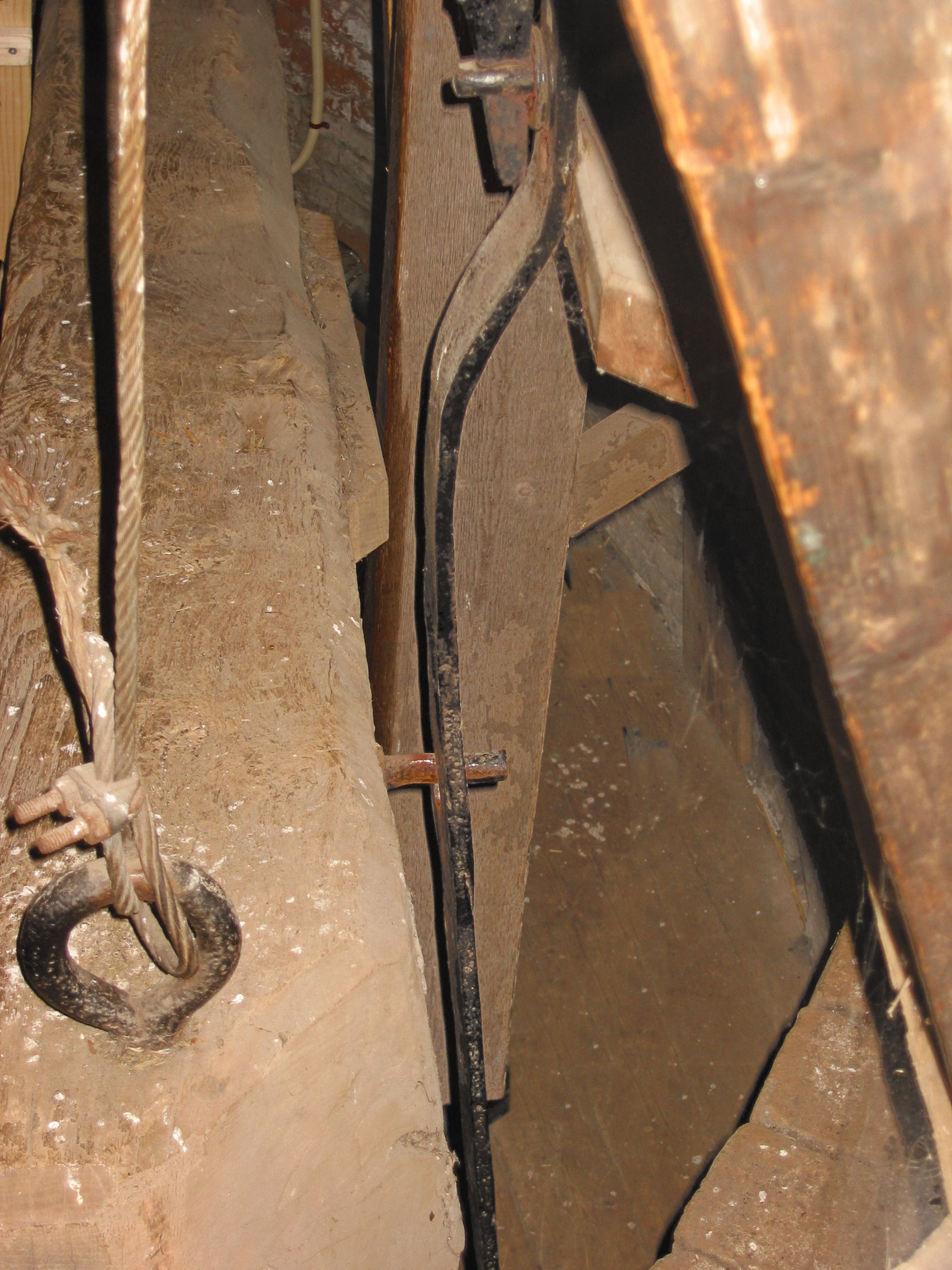
Vangbalk met pen op de haak. Molen is nu van de rem af
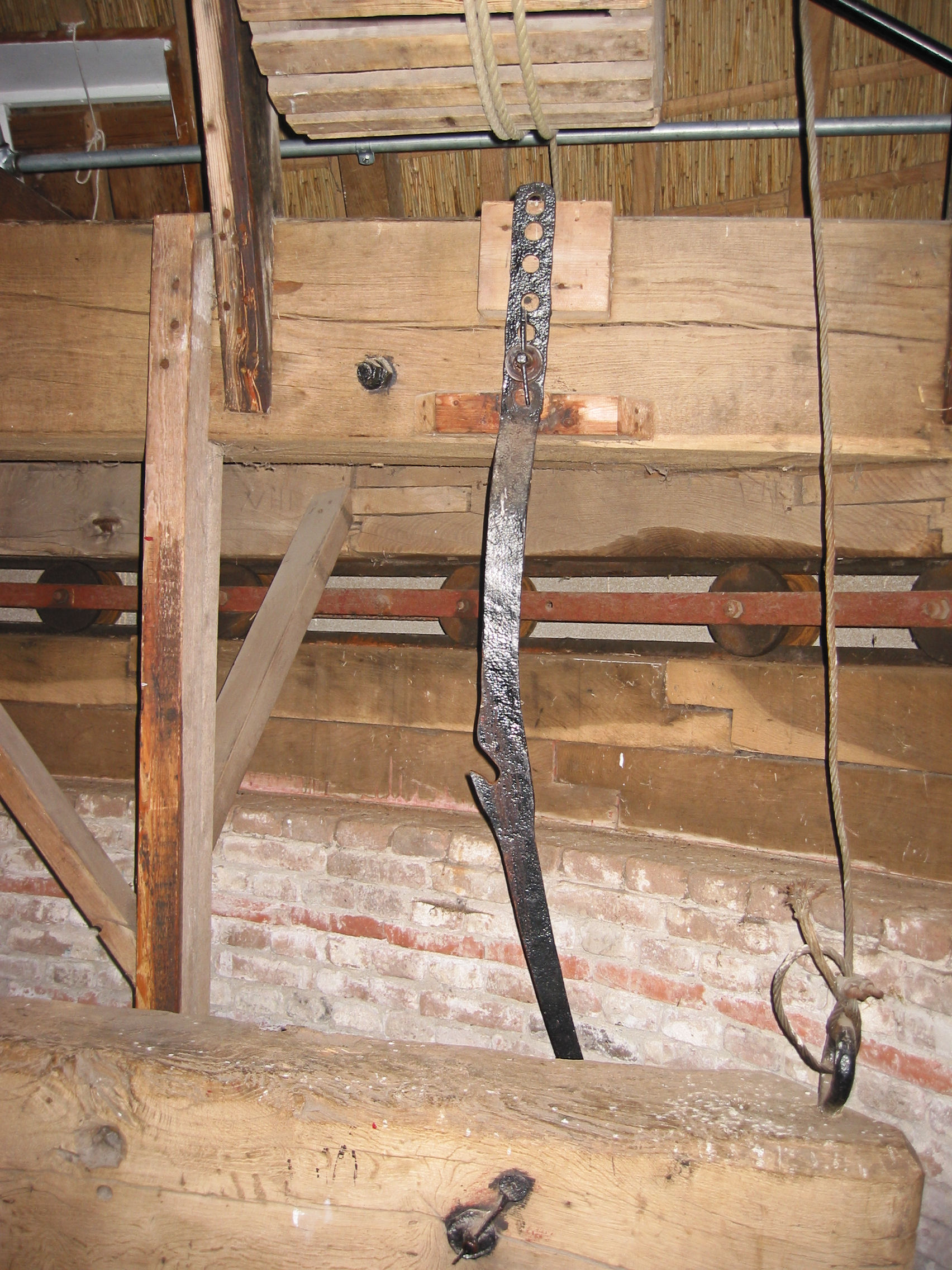
Vangbalk van de haak af. Molen staat nu op de rem
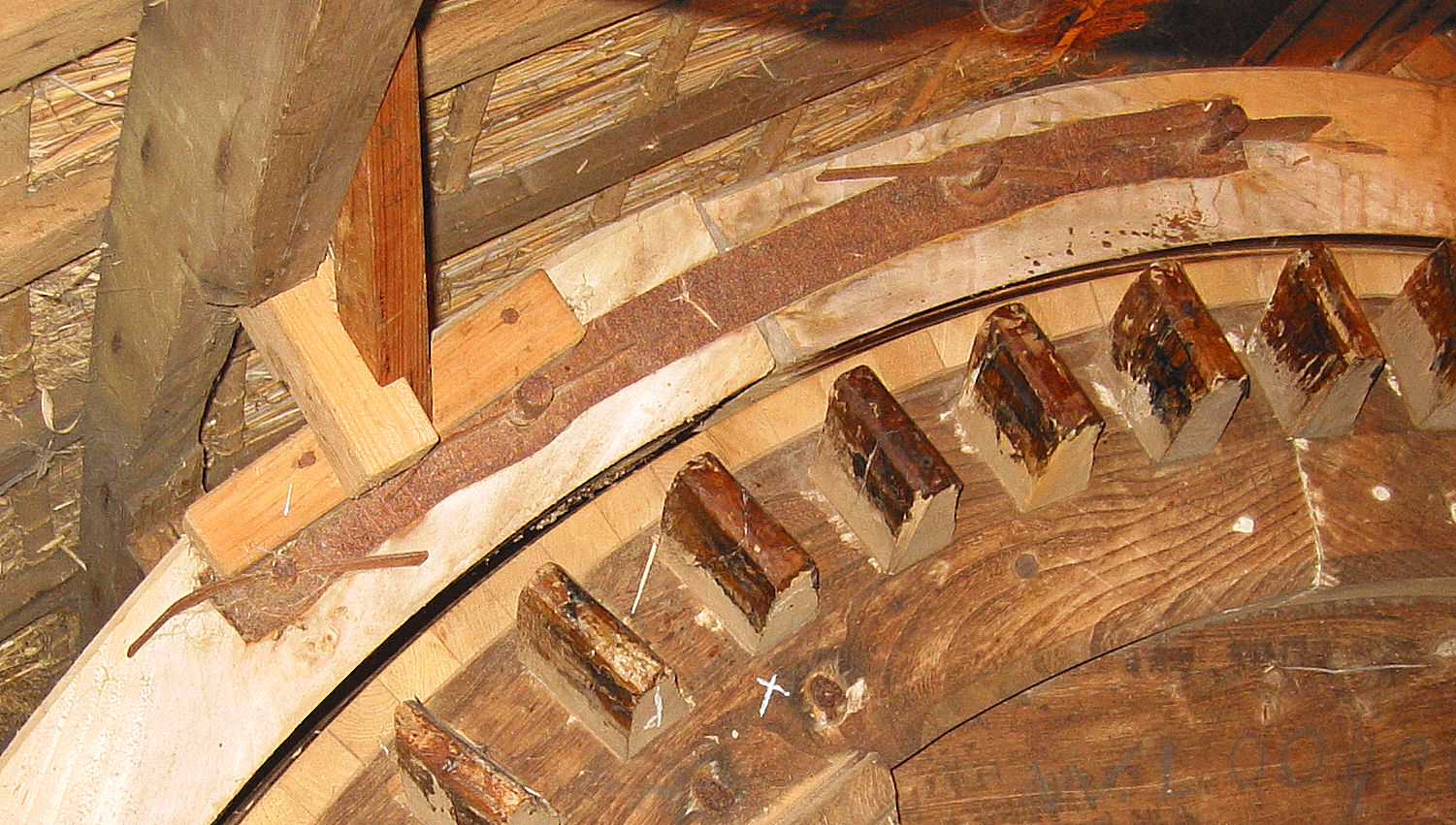
Niet scharnierend maanijzer met links net daarboven een van de vorkstutten van de vang van de Walderveense molen
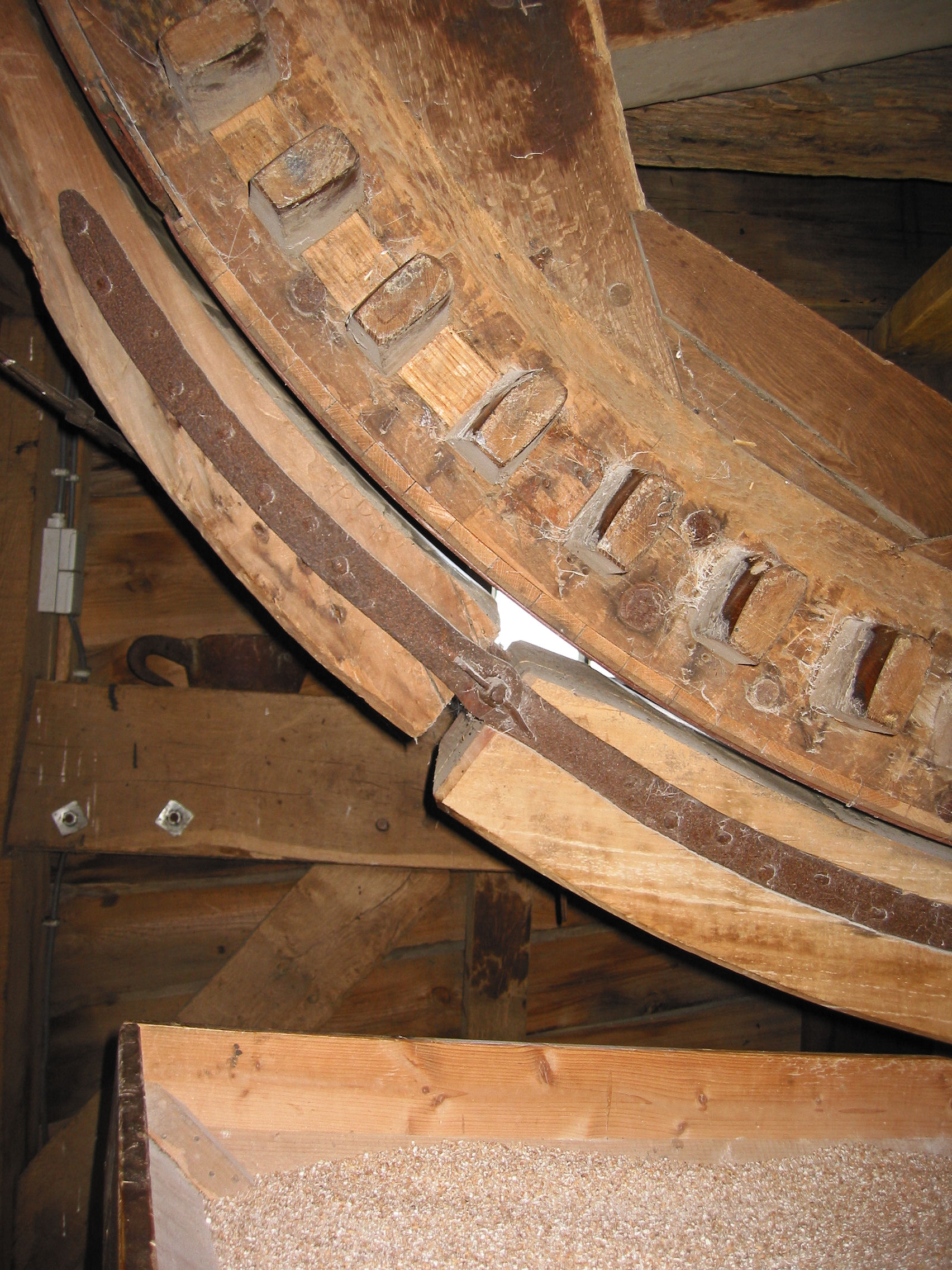
Scharnierend maanijzer van de vang van de Doesburgermolen
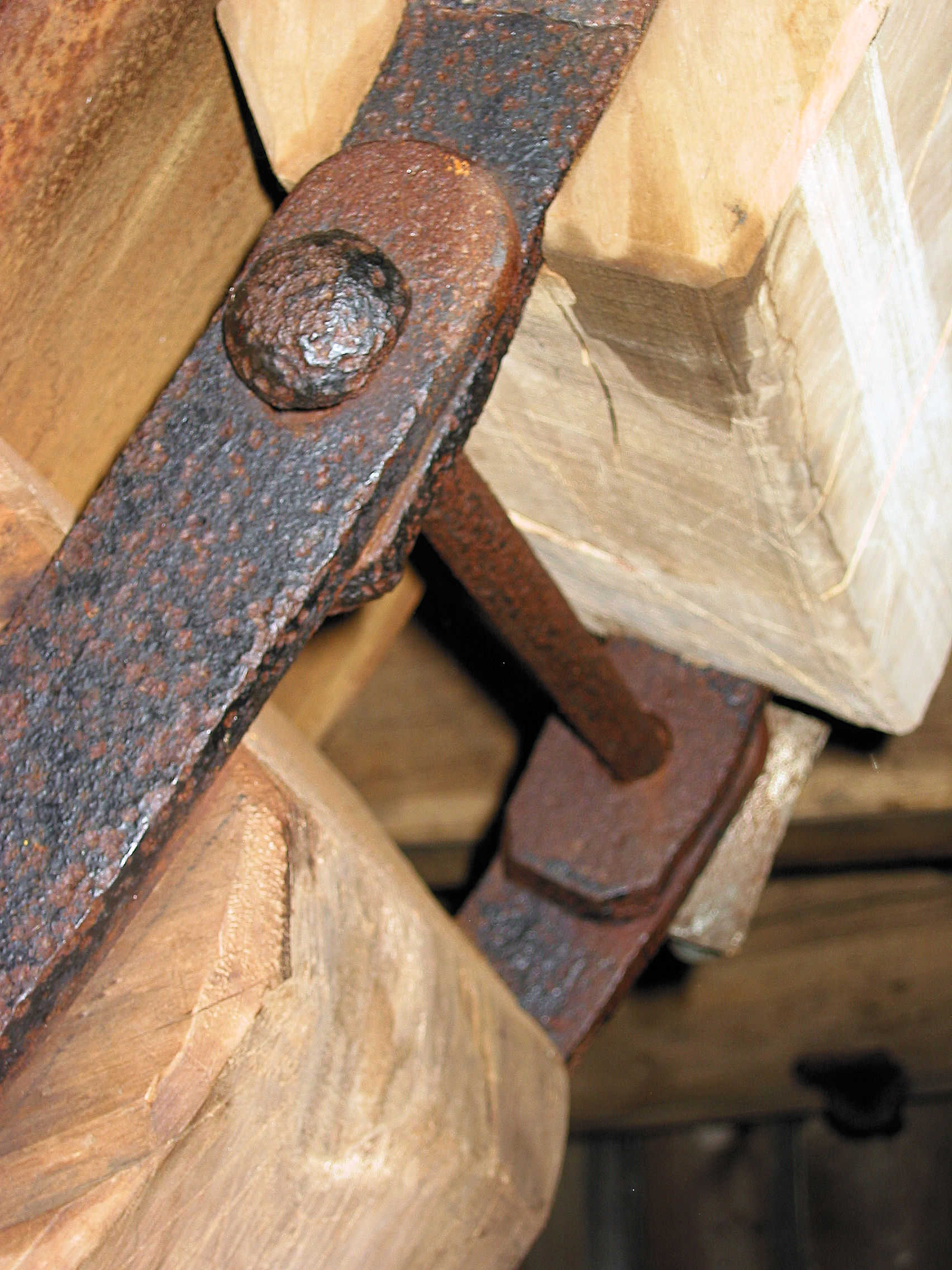
Spiebout als scharnier tussen vangstukken
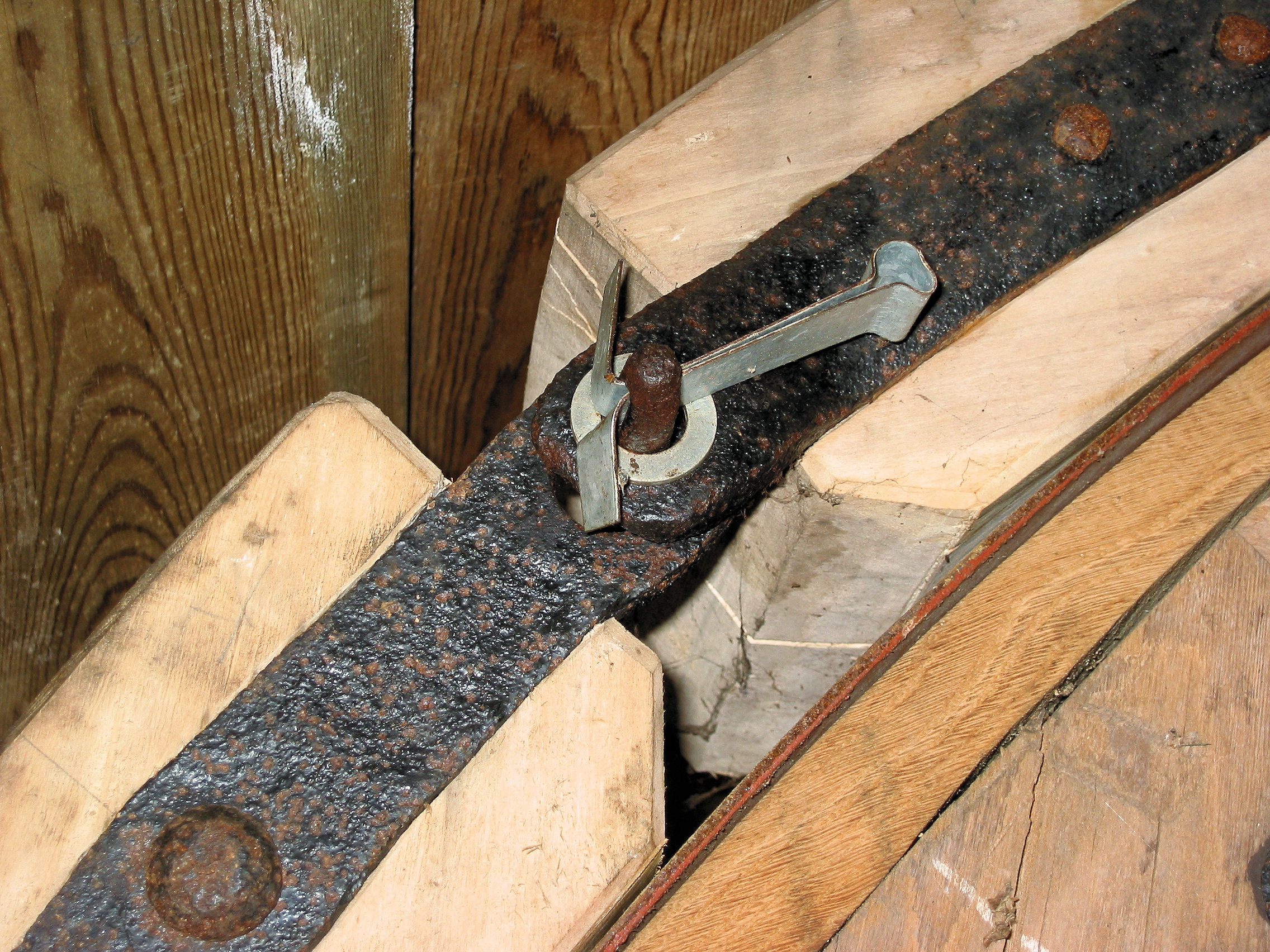
Spiebout als scharnier tussen vangstukken geborgd met een luns
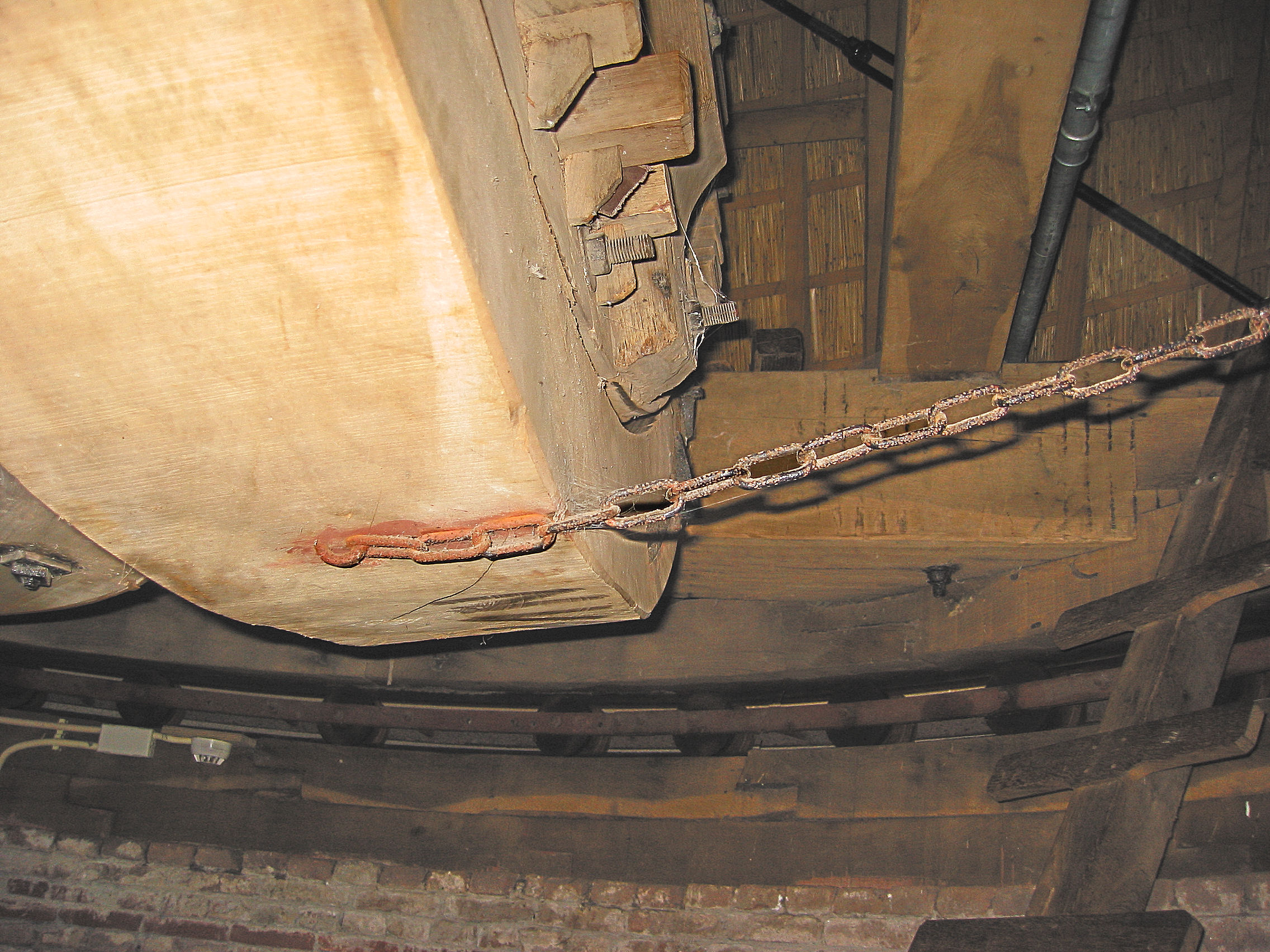
Ketting aan buikstuk van de molen De Hoop in Garderen
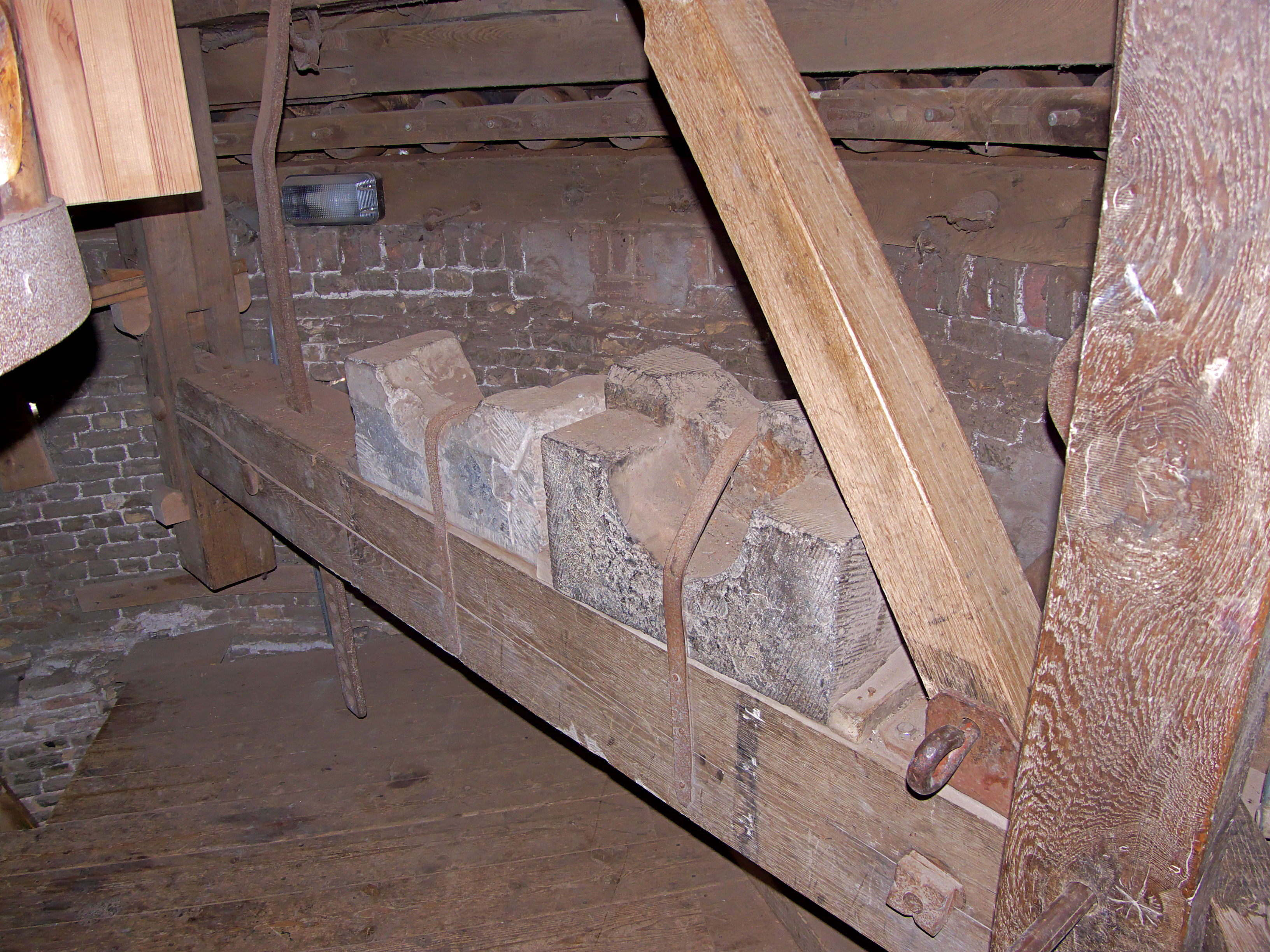
Verzwaarde vangbalk van De Hoop in Zierikzee
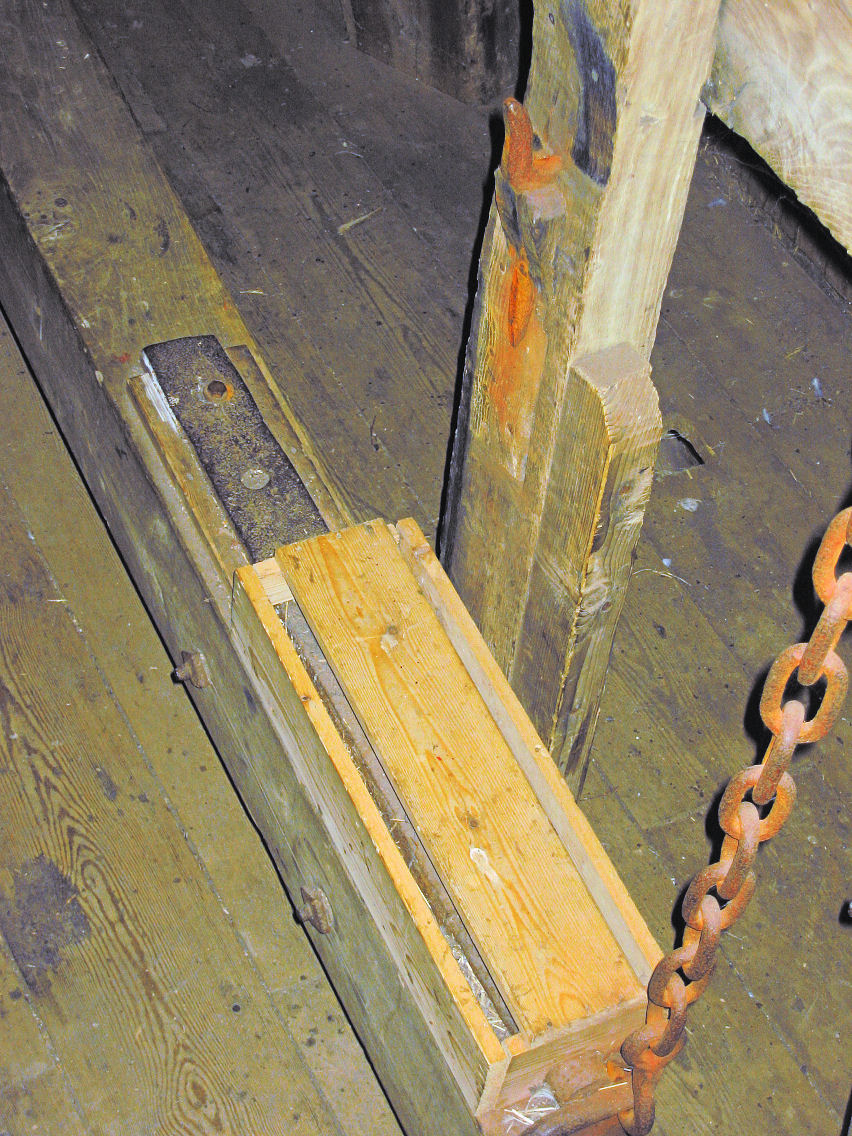
Vangbalk met duim
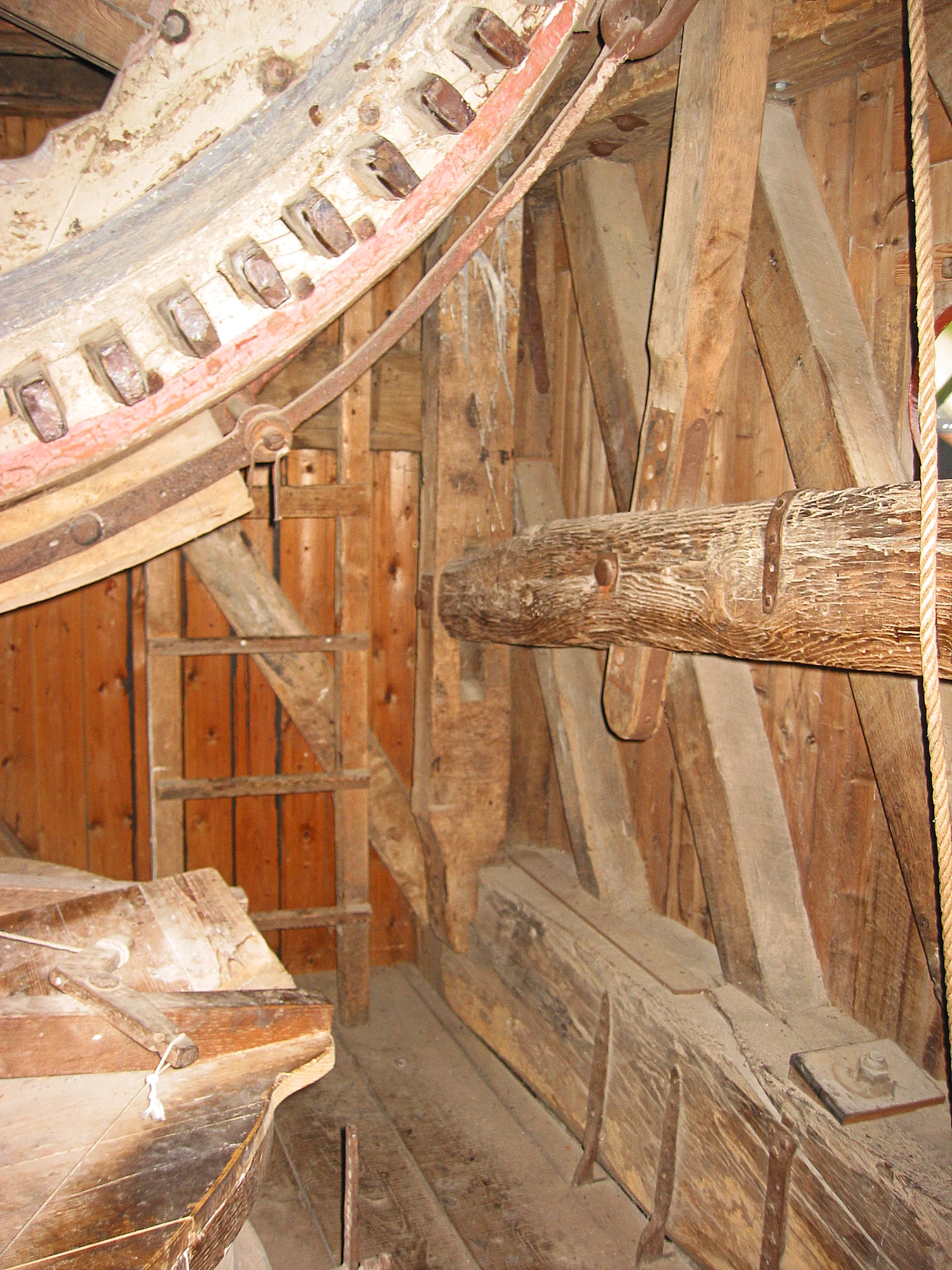
Vangbalk van De Korenbloem
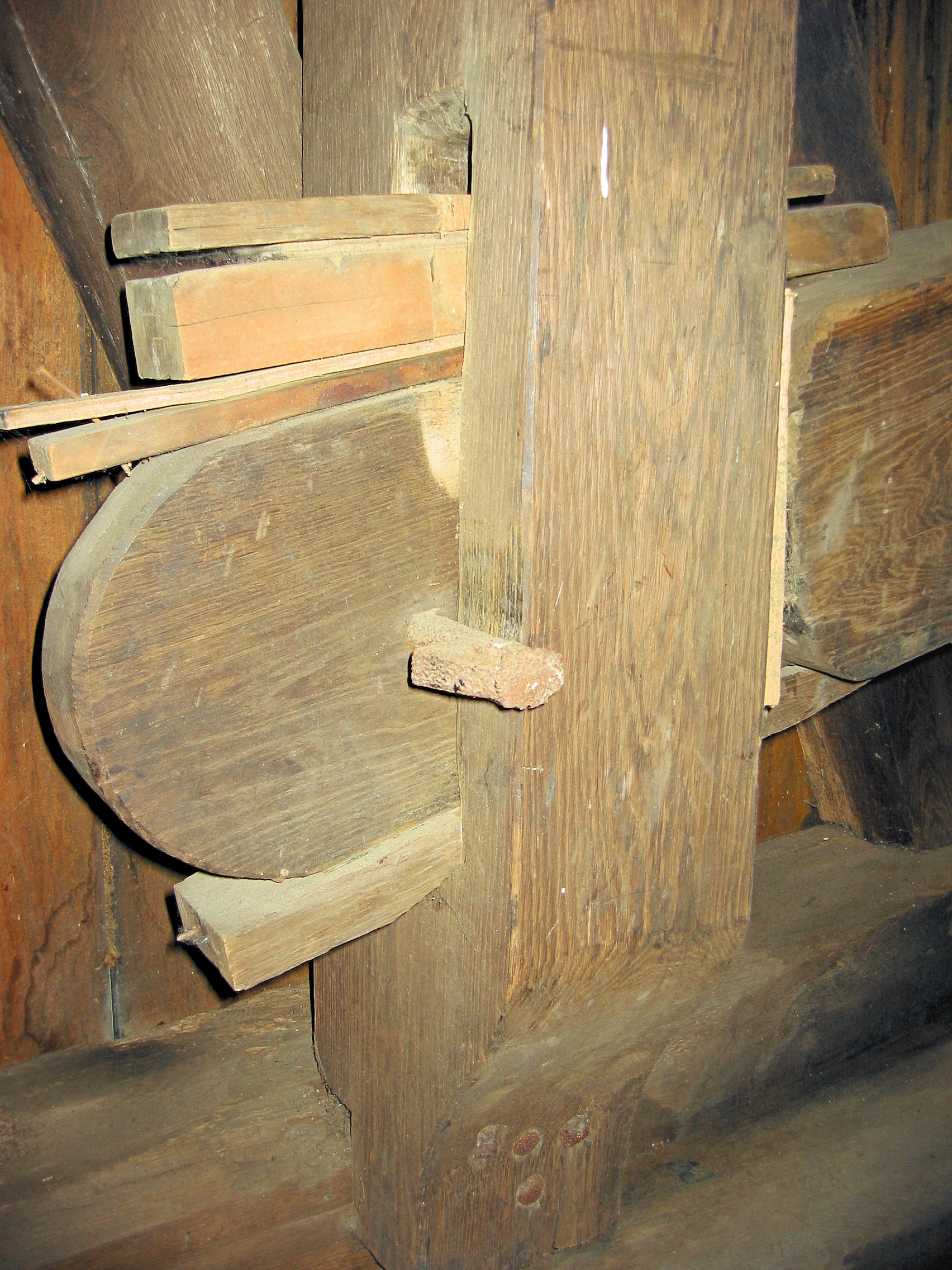
Ezel met vangbalk van de Laaglandse Molen in Hellouw
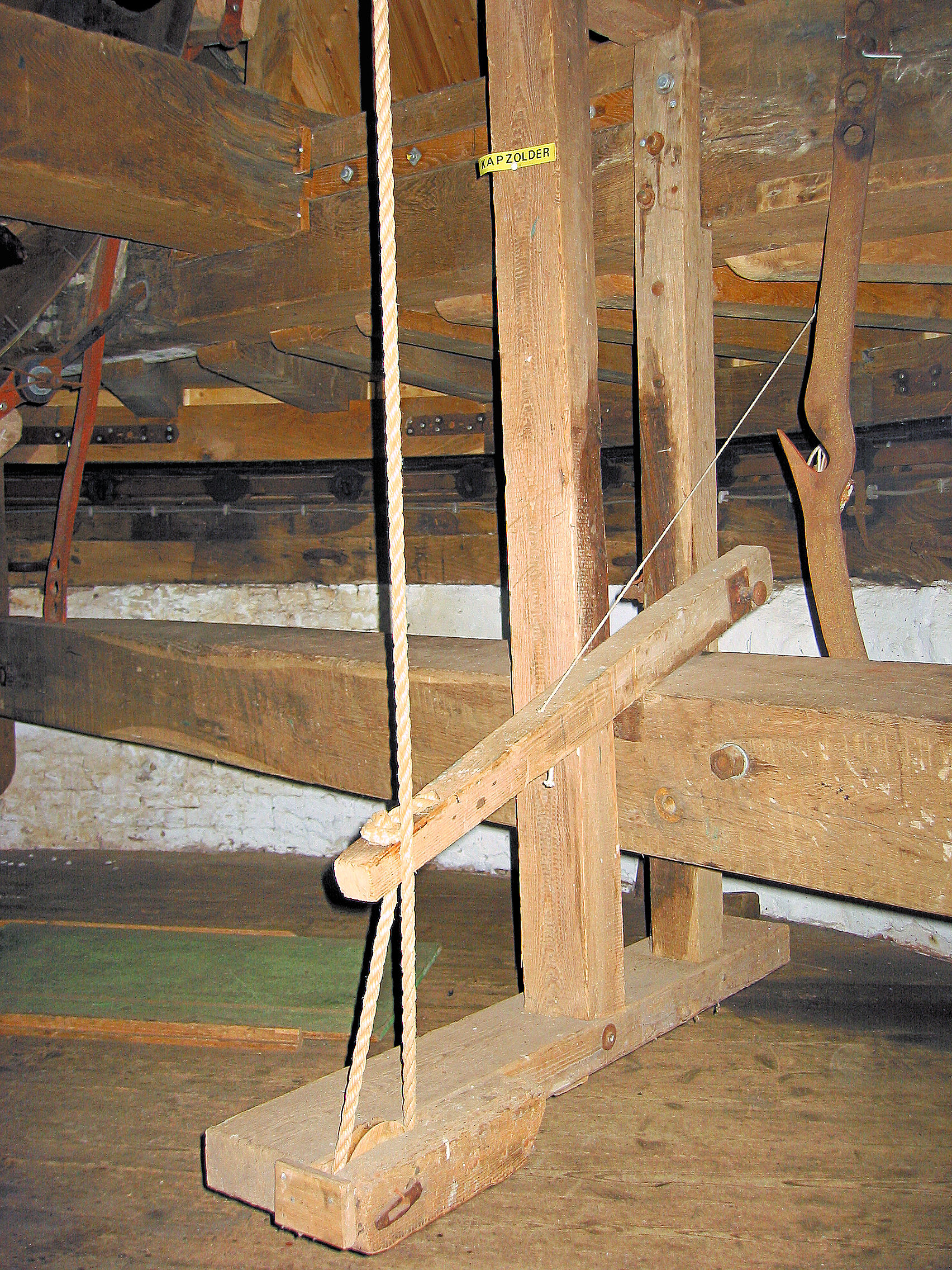
Kneppel en hangereel van De Nieuwe Molen
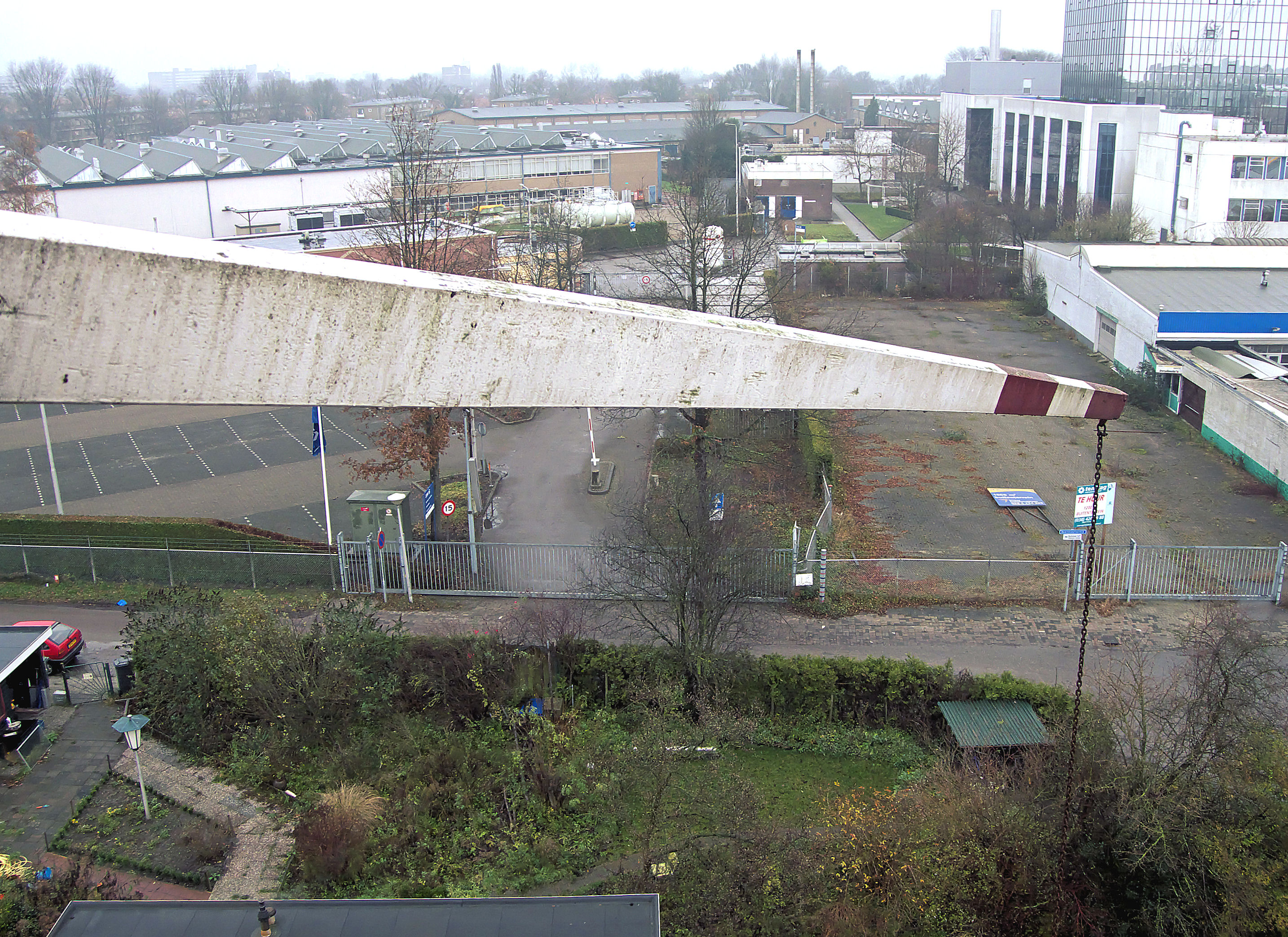
Vangstok van De Passiebloem
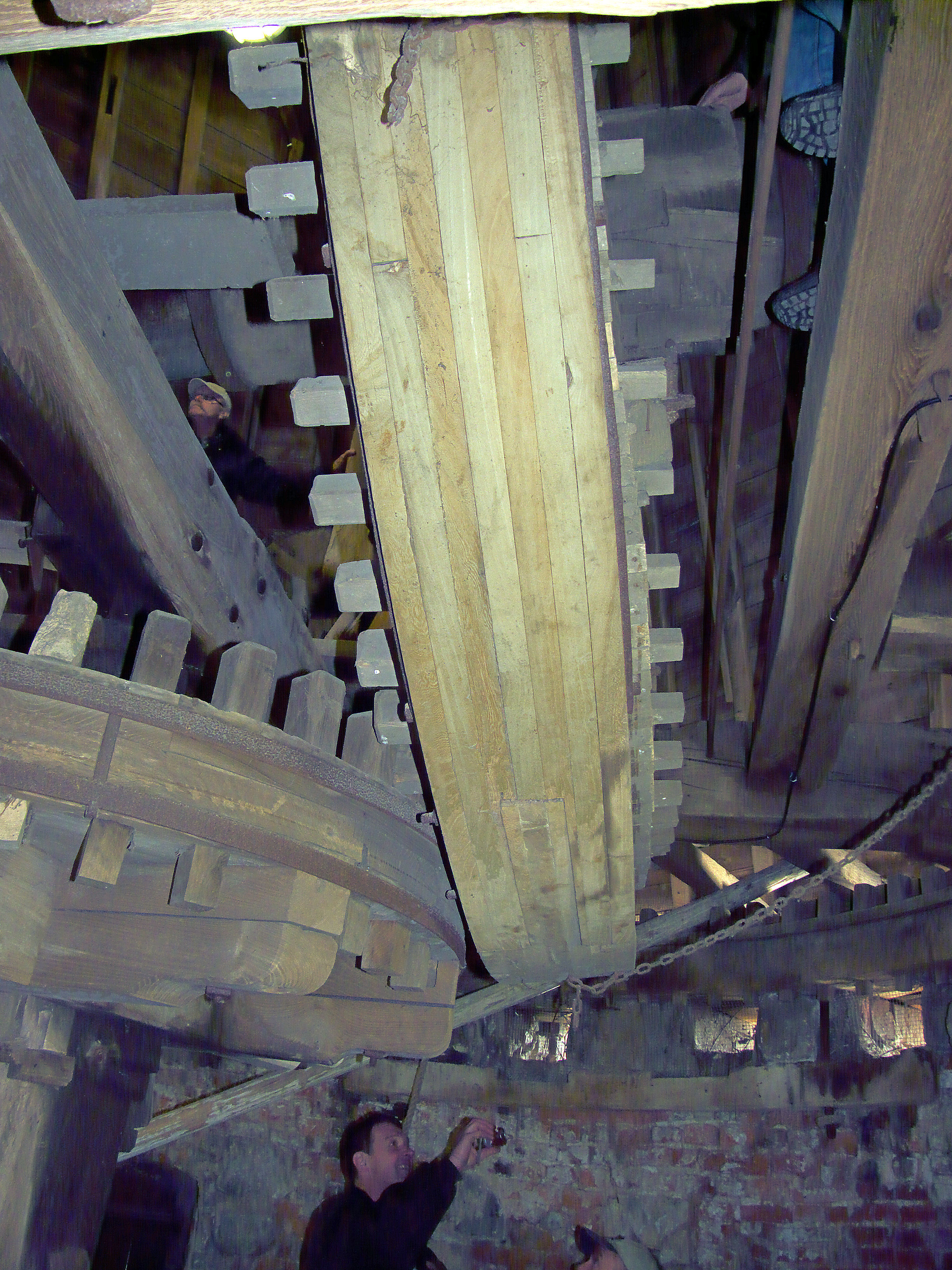
Vangstukken van gelaagd hout
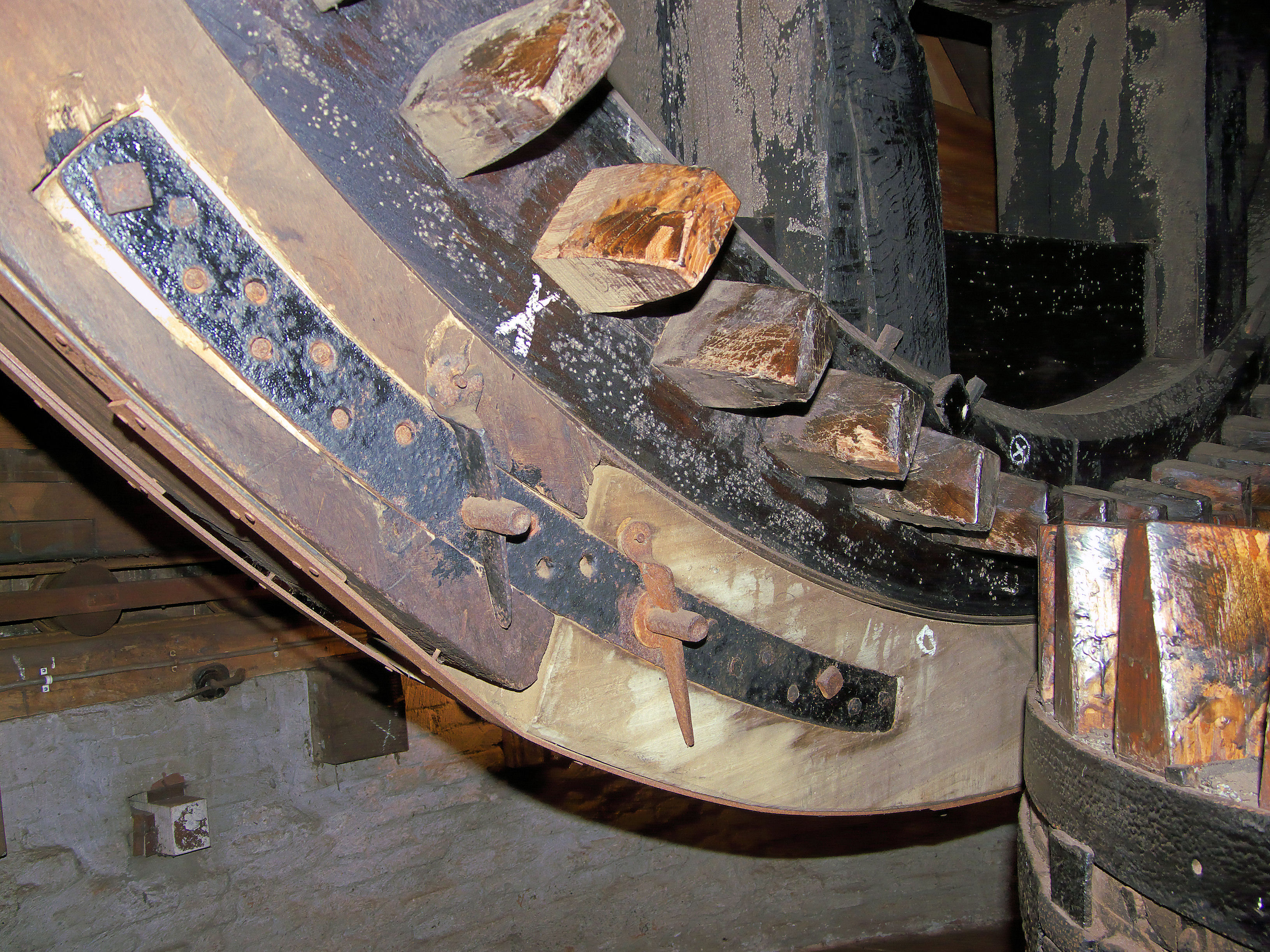
Vangstukken versterkt met twee smalle, ijzeren banden van De Kroon
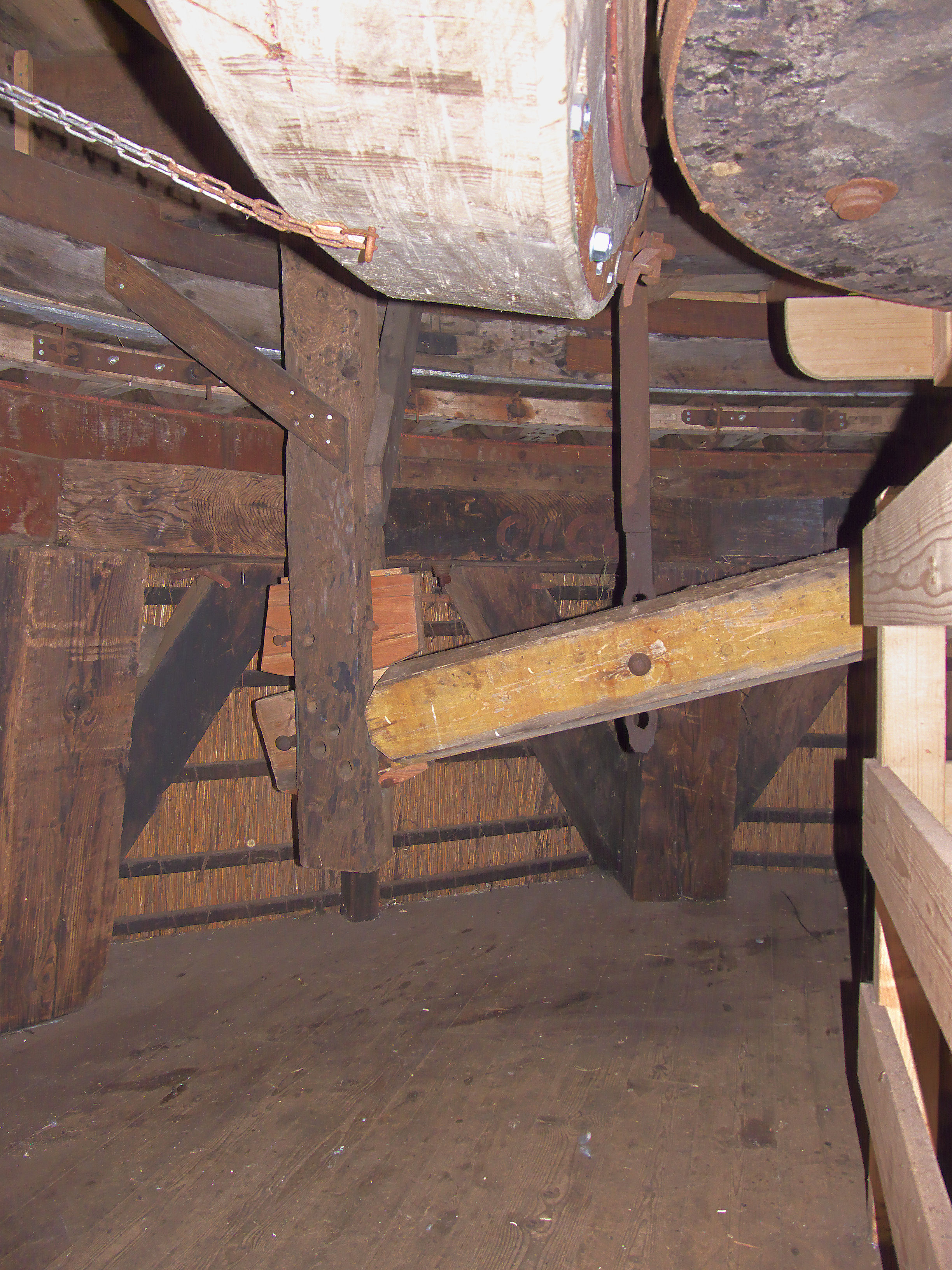
Scharniering met halfronde houten stukken van vangbalk in ezel (De Achtkante Molen).
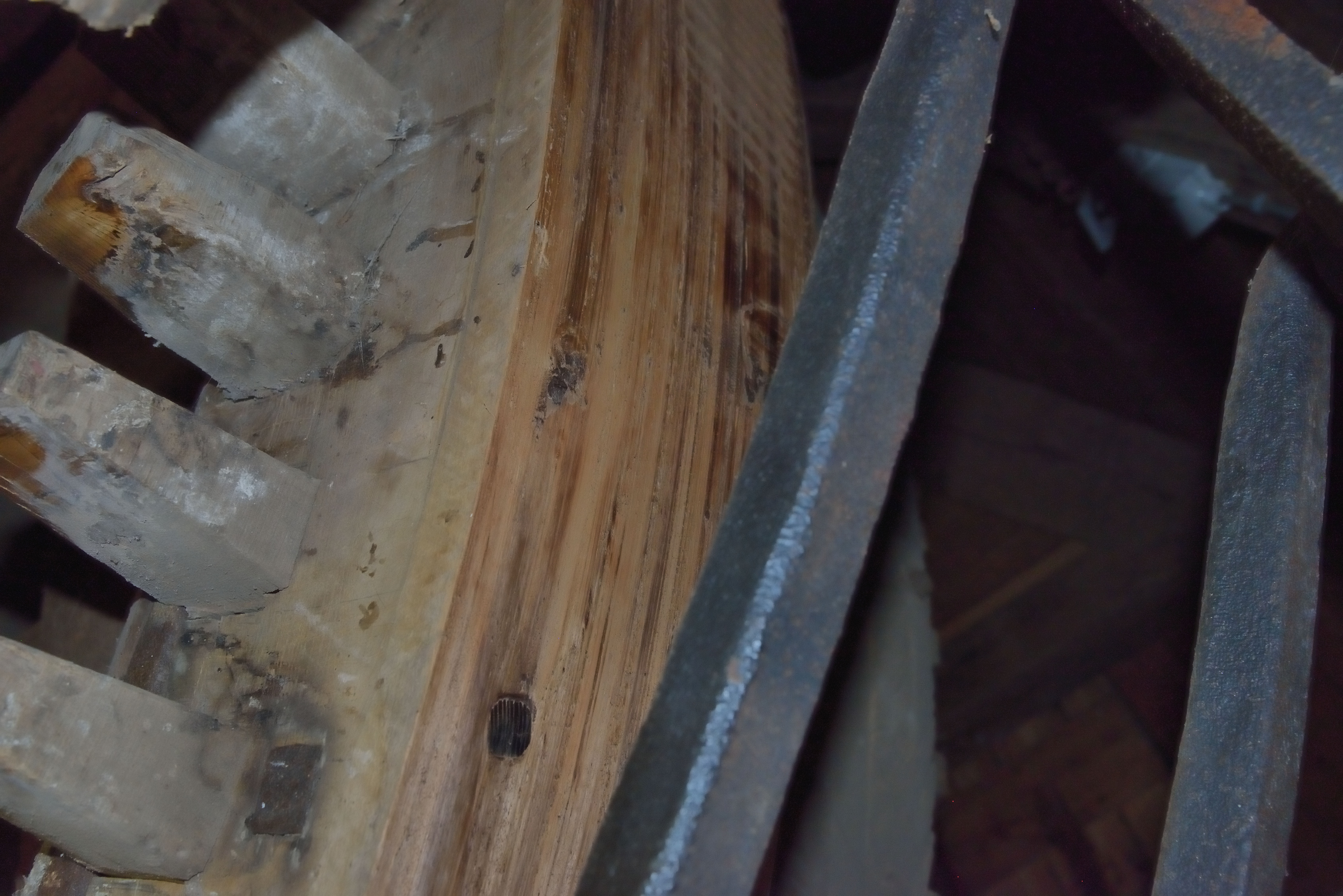
Houten hoep om bovenwiel met vlaamse vang van Nieuw Leven, Valburg